# Székesfehérvár
Székesfehérvár (latinul: Alba Regia, németül: Stuhlweißenburg, további nevek), megyei jogú város a Dunántúlon, a Közép-Dunántúl régió központja, Fejér vármegye és a Székesfehérvári járás székhelye, továbbá a Székesfehérvári egyházmegye székvárosa. Földrajzi nagytájak találkozásánál fekszik: nagyobb részben az Alföld részét képező Mezőföld északnyugati csücskében, a Sárréten, kisebb részben a Dunántúli-középhegységben, a Velencei-hegységben található, három hegység lábánál, közel a Velencei-tóhoz, a Balatonhoz és Budapesthez. Az egyik leggazdagabb múltú magyar város: a középkori Magyar Királyság egyik fővárosa, királyi székhely és koronázóváros. Számos műemlékének és látnivalójának elsődleges lelőhelye nemzetközi hírű barokk óvárosa. Európai jelentőségű gazdasági, vasúti és közúti csomópont, emellett Magyarország egyik legfejlettebb nagyvárosa élénk sport- és kulturális élettel. Magyarország kilencedik és a Dunántúl harmadik legnépesebb települése.
Területe a kezdetektől stratégiai fontosságú, hiszen kiemelkedően fontos útvonalak kereszteződése. Az őskor óta lakott hely, szervezett várost mai területén azonban a 10. századig, a fő vélekedés szerint, nem alapítottak, a rómaiak Gorsium nevű, Székesfehérvár elődjének számító jelentős városának romjai tőle 12 kilométerre délre találhatók.
A magyar történelemben betöltött szerepének köszönhetően a városban kiemelt figyelem övezi a történelmi emlékeket; a Palotavárosi Skanzen kialakításáért és a szerb ortodox templom helyreállításáért 1989-ben Székesfehérvár megkapta az Europa Nostra-díjat. Hasonlóan jelentős a műemléki Fő utca 2010 körül kivitelezett rehabilitációja, ami egy teljes belváros-rehabilitációs folyamat első lépése, ami azóta is intenzíven zajlik. A város hagyományait országosan ismert és elismert rendezvénysorozatokkal is ápolják, amelyek közül a legnagyobb a Székesfehérvári Királyi Napok.
A város neve régen egyszerűen Fehérvár volt, mely név valószínűleg a Géza fejedelem által építtetett székvár és templom fehér köveire vagy fehérre meszelt falaira utalhat. A megkülönböztető „Székes-” előtag a 17–18. század során kapcsolódott a település nevéhez, és a középkorban itt felállított hivatalos királyi trónra utal. Közismert latin neve Alba Regia, vagyis Királyifehér, legnépszerűbb beceneve a királyok városa.

## Földrajzi helyzete
A város Budapest és a Balaton között félúton, a Közép-Mezőföld és a Sárrét határán, a Velencei-hegység délnyugati letörésének peremén, valamint a Móri-árok déli, mezőföldi nyílásában helyezkedik el. Három hegység öleli körül: a Bakony nyugatról és északnyugatról, a Vértes északról, a Velencei-hegység keletről határolja. Ez utóbbi hegység része a város Öreghegy városrészének nevét adó hegy és az Aranybulla-emlékmű hegycsúcsa, a Csúcsos-hegy, más néven Noé-hegy, amely fontos történelmi helyszín. A Velencei-tó a várostól 10 kilométerre található. Területe változatos tájegyüttes része, amely nagyobbrészt síksági és dombsági, kisebbrészt hegységi felszíntípusokból áll, túlnyomórészt mezőföldi tájvonások uralják.
A város előnyös helyzetét elsősorban a Móri-árok adja, emellett a Dunántúlt nyugat-keleti irányban keresztező forgalomnak is fontos csomópontja. A város a Mezőföld „fővárosa”, ami legfőbb természeti adottságából (völgybejáratban fekszik) és közlekedés-földrajzi helyzetéből adódik.
Szárazrét és Szedreskert városrészek között folyik a Gaja-patak, mely a város mellett a Séddel közösen Sárvíz néven egyesülve folytatja útját a Duna felé, A Sárvíz a szabályozása előtt Magyarország nagy és hajózható folyói közé tartozott.

### Élővilág, természetvédelem
Székesfehérvár területén a következő védett természeti területek találhatók:
- Sóstó Természetvédelmi Terület: a sóstói terület Székesfehérvár Önkormányzatának tulajdonában van. Természetvédelmi kezelője a Duna–Ipoly Nemzeti Park Igazgatóság (Mezőföld Tájegység). A Sóstó minden nap szabadon látogatható.
- Dinnyési-fertő Természetvédelmi Terület[32]
- Aszal-völgy: a ritka növénytársulásoknak otthont adó terület a Natura 2000 hálózat része, 2015-ben kapott helyi védettséget.[33]
- Jancsár-völgy: a löszgyepi maradványok életközösségének és a tájkép esztétikai értékeinek megóvása céljából 2015-ben kapott helyi védettséget.[33]
- Máriamajori-erdő és Nagy-völgy: Értékes lösztölgyes maradványok a várostól északkeletre. 2015-től helyi védett terület.

### Etimológia
Székesfehérvár nevének eredetére háromféle magyarázat is lehetséges: vagy az uralkodóház egyes tagjainál, mint az I. András krónikáiban is több helyen fellelhető „Fehér” előnévre, vagy a Géza fejedelem által épített korai királyi vár és palota építőköveire vagy fehérre meszelt falaira utal, vagy a békére, ami a király uralkodása alatt fennállt a városban. A Fehérvár utótaghoz csapódó Székes előtag értelmét az egykor a városban álló hivatalos királyi székben, vagyis a trónban kell keresni. A fehér szó a város valamennyi idegen nyelvű nevében megtalálható.
Nevének számtalan idegen nyelvű változata a város jelentőségét mutatja. Neve latinul: Alba Regia, vagyis Fehér Királyság (egyéb latin változatok: Alba Regalis, Alba Regale, Alba Civitas, Civitas Albensis, Civitas Albaregalis, továbbá Castrum Albense (utóbbi névvel a belvárost illették), németül: Stuhlweißenburg, szlovákul: Stoličný Belehrad, csehül: Stoličný Bělehrad, oroszul és szerbül: Столни Београд (Sztolni Beograd), törökül: İstolni Belgrad, horvátul: Stolni Biograd, lengyelül: Białogród Stołeczny vagy Białogród Królewski, franciául: Albe Royale, románul: Alba Regală, olaszul: Albareale.
Székesfehérvár legelterjedtebb és egyben leginkább használatos ragadványneve a királyok városa jelző. Ez azzal magyarázható, hogy ha a várost említjük, akkor a középkori Magyar Királyság királyi, világi és szakrális központjáról beszélünk. Itt őrizték a magyar koronázási jelvényeket, a kincstárat, a levéltárat, és itt tartotta a király az országos törvénylátó napokat, valamint csak a Fehérvárott megkoronázott király lehetett az ország törvényes uralkodója.
Székesfehérvár egyházi emlékekben való bővelkedését fémjelzi egy másik ragadványneve, a templomok városa. A középkorban mintegy harminc vallási jellegű épület állt rendelkezésére a katolikus egyház hívőinek. A vallási épületek alatt leginkább kápolnákat vagy kisebb templomokat értünk, hiszen az egész országban sem, nemhogy egy városon belül nem volt jellemző az, hogy hatalmas bazilikák sorakozzanak egymás mellett. A város gazdagságát hirdetve több templom nem csak egy toronnyal rendelkezett, a bazilikának például négy is volt. A múlthoz hasonlóan ma is mintegy harminc vallási épület található a városban, ebből nyolc a Belvárosban. Tizenhat közülük római katolikus templom, amiből négy kéttornyú, ezek közül pedig egy basilica minor és székesegyházi ranggal rendelkezik. Három templom református, egy evangélikus, egy ortodox, a többi pedig különféle imaház (adventista, baptista, pünkösdi, unitárius, izraelita).
Főleg az utóbbi években terjedt el a Szent István városa elnevezés, amely a király és a város szoros kapcsolatából ered. A szent város jelző az itt eltemetett szentekre, a koronázóbazilikára és a település zarándokhely-jellegére, szakrális központi szerepére mutat rá. Mindezek mellett a város ismert még mint a bajnokok városa és a fesztiválok városa; előbbi a város élénk és sikeres sportéletére, utóbbi a pezsgő kulturális életre utal.

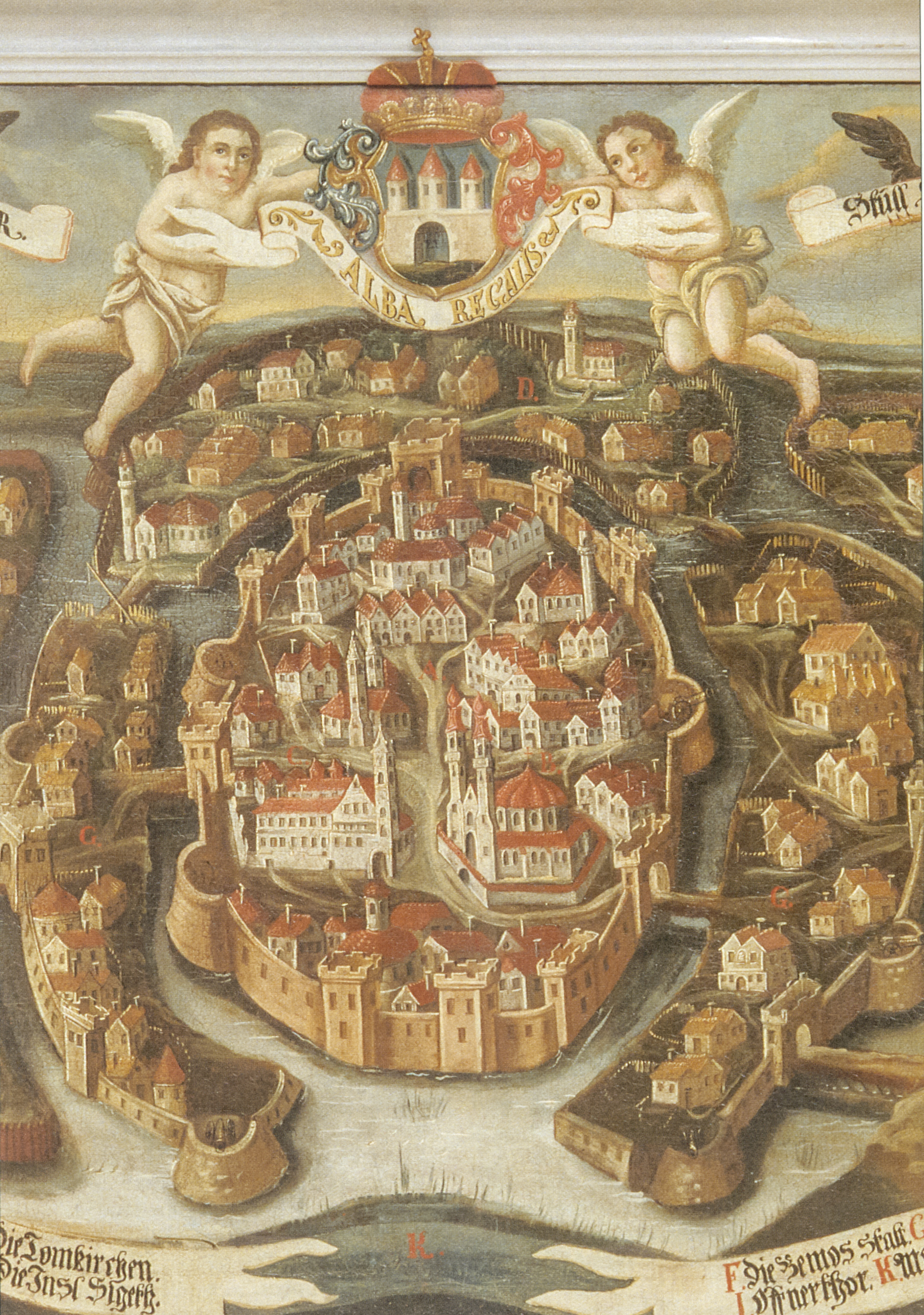
Alba Regia a középkorban

## Története

### A kezdetektől a római korig
Bizonyított, hogy a város területe már az újkőkorszakban (i. e. 5. évezred) is lakott volt. A római korban a közeli Gorsium a Balaton és a Velencei-tó között kereskedelmi utak fontos csomópontja volt. Ezen a területen keresztül vezettek a kereskedelmi utak a Móri-árkon és Veszprém környékén keresztül északra és nyugatra, délkeletre a Balkán-félszigetre, északkeletre a dunai átkelőhely felé (a mai Budapest területén), és végül a Balaton (Pelso) partjainál az Adria és Itália felé.

### A középkori Székesfehérvár
A várost 972-ben alapította Géza nagyfejedelem a Gaja-patak és a Sárvíz által táplált mocsarakból kiemelkedő négy szigeten, amelyek egyike a mai belváros helyén emelkedett. Géza kicsiny kővárat épített, benne a fejedelmi palotával és egy négykaréjos bizánci stílusú templommal. Ez volt az ország egyik első keresztény temploma. 1971-ben feltárt alapfalait fehér kövekből kirakott alakzat jelöli a mai székesegyház főbejárata előtt. A város középkori latin neve Alba Regia („Királyi Fehér”) volt.
Szent István emelte Fehérvárt igazi várossá és a királyság világi központjává. Ő építtette a királyi bazilikát is (1003–1038), amely egyházi és világi jelentősége ellenére nem volt székesegyház, mert István király Fehérváron — valószínűleg az egyházi és világi hatalom szétválasztásának szándékától vezérelve — nem alapított püspökséget. A város egyházi jelentőségét a középkorban az itt működő igen tekintélyes társaskáptalan adta, amelynek tekintélye az esztergomi érsekség tekintélyével is vetekedett. Évente kétszer itt tartották a királyi törvénykezési napokat és az országgyűlést. 1526-ig 34 magyar királyt koronáztak, és 1540-ig 15 királyt temettek el Fehérváron.

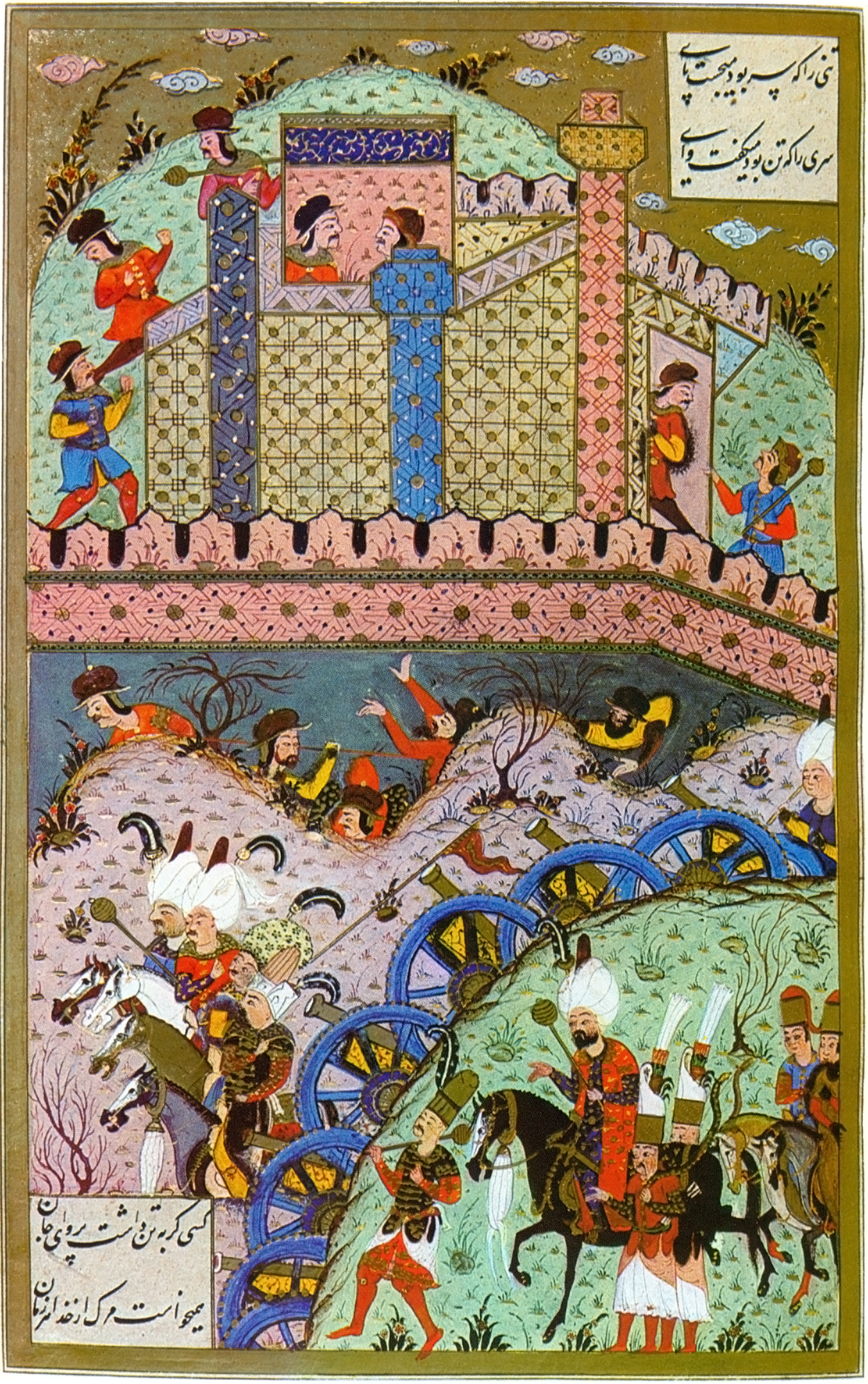
I. Szulejmán megszemléli Fehérvár ostromát, korabeli török ábrázolás

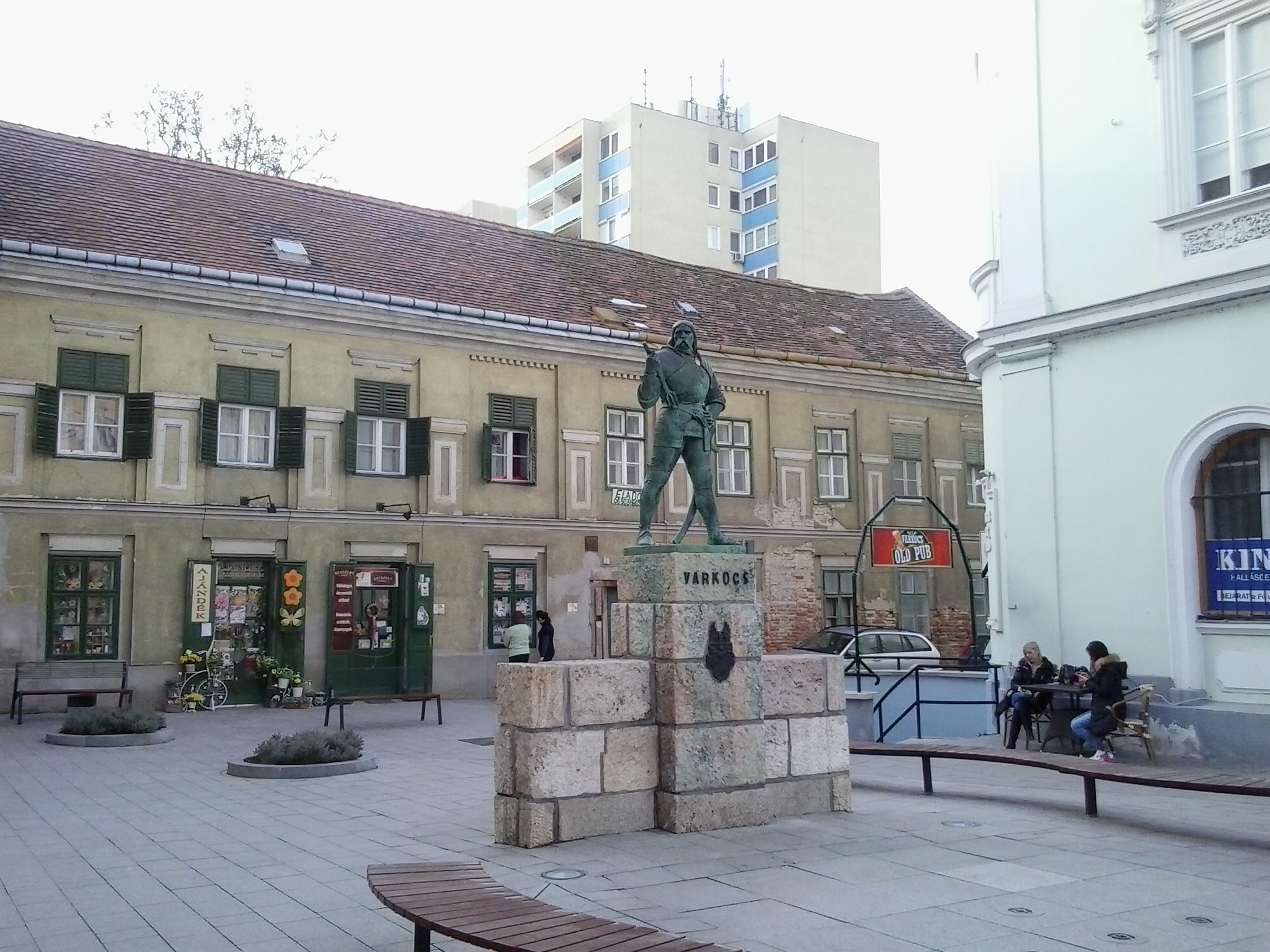
Varkocs György várkapitány szobra a Fő utcán

Szent István a várat is bővíttette és különleges jogokat adományozott a városnak, évszázadokra megalapozva ezzel annak jelentőségét és gazdagságát. Innentől Székesfehérvár fejlődése töretlen volt, hiszen itt volt az ország első és sokáig egyetlen hiteleshelye. Ezt a fejlődést a III. István király által 1170 körül kiadott önkormányzati privilégium, az úgynevezett fehérvári jog tetőzte be, ugyanis a kiváltság Fehérvárt Magyarország első szabad önkormányzatú településévé tette.
A királyság kezdetétől (1000/1001) a török hódoltság kezdetéig (1543) Székesfehérvár volt a kizárólagos koronázóváros; sokak szerint első királyunk fejére is itt tettek koronát. A törvénylátó napok egyetlen, a rendi országgyűlések, a királyi temetkezések és esküvők már-már kötelező helyszíne; Szent Imre herceg és Szent István király szentté avatásától (1083) a királyság szakrális központja.
A 11. században a város a szentföldi zarándoklatok fontos állomása volt. A középkorban a város jelentősen fejlődött, a mocsárból kiemelkedő dombokon elővárosok jöttek létre, ahol szerzetesrendek, kézművesek és kereskedők telepedtek le. A 12. század fokozta Székesfehérvár jelentőségét. Megjelennek a Szent János-lovagok. Kolostorukat – a Sziget nyugati oldalán – még a század közepe táján kezdte építeni Martirius esztergomi érsek, de a befejezést III. Béla anyja, Eufrozina eszközölte (őt ide is temették). A konvent, mint hiteles hely országos szerepet vitt a magyar jogi élet lebonyolításában. A III. Béla által alapított és az írásbeliség végzésével megbízott kancelláriának a megindulása is Székesfehérvárhoz kapcsolódik, amennyiben annak vezetői jobbára a székesfehérvári prépostok voltak. 1222-ben II. András itt bocsátotta ki az Aranybullát (a hagyomány szerint a város határában lévő Csúcsos-hegyen), amely tartalmazta az alattvalók jogait, és a király kötelességeit. Ez az okmány volt 1848-ig a magyar alkotmány alapja.
1242 tavaszán a mongolok megpróbálták elfoglalni a mocsárral körülvett várost, a hirtelen jött hóolvadás azonban megakadályozta, hogy a mongol lovasok eljussanak a várfalakig. A 13. század és a 15. század között az okmányok egy sor palota építéséről számolnak be. A középkorban virágkorát élő város képét nagyjából 1490-ig számtalan metszeten örökítették meg.
A középkor végi Székesfehérvár életében komoly törést jelentett az 1490-es ostrom. A Mátyás király halála után kezdődött trónutódlási küzdelem során Székesfehérvár 1490 novemberében rövid ostrom után elesett, a Habsburg Miksa főherceg vezette német-római birodalmi és osztrák csapatok teljesen kifosztották (a bazilikát is beleértve), és a város egészen 1491. július 29-én, II. Ulászló által való visszafoglalásáig Miksa kezén maradt.

### Székesfehérvár a török hódoltság idején
A mohácsi csatát (1526) követően a Szapolyai János és Habsburg Ferdinánd között kirobbant belháborúban a város az előbbi mellé állt, és egészen János haláláig kitartott mellette annak ellenére, hogy Révay Ferenc nádori helytartó mindent elkövetett, hogy a várost Ferdinánd oldalára vonja. Ferdinánd még bizonyos Fejér vármegyei községeket is adományozott a városnak. 1543-ban Fehérvár is török kézre került. A város polgárai ugyanis az ostromot megelégelve kizárták a városból a Varkocs György várkapitány vezette kitörő csapatokat, akiket így az oszmánok lekaszaboltak. A török hódoltság idején a város eredeti lakosságának nagy része elmenekült, helyükre jórészt délszlávok költöztek. Fehérvár templomainak egy részét dzsámivá alakították, többek között a Szent Anna-kápolnát is, melynek tetején ma is ott a félhold. Az ekkor épült törökfürdőnek már csak romjai láthatóak, ez a Török udvar.
A török hódoltság (1543–1688) idején az oszmán fontos és gazdag határvárosa volt, a török igazgatási beosztás szerint a budai vilajet fehérvári szandzsákjának székhelye. 1688-ig a város végig török kézen volt, eltekintve egyetlen évtől: 1601-ben, a tizenöt éves háborúban a várost átmenetileg sikerült visszafoglalni. Bár az ostromot átvészelte, mégis ekkor pusztult el a Szent István által építtetett, majd az Anjouk és később Mátyás által kibővíttetett pompás királyi bazilika, amikor a tornyában tárolt puskapor felrobbant. A következő évi sikeres török ostrom idején esett fogságba a város alkapitánya, a kalandos életű Wathay Ferenc is (akinek szobra a Prohászka ligetben áll).

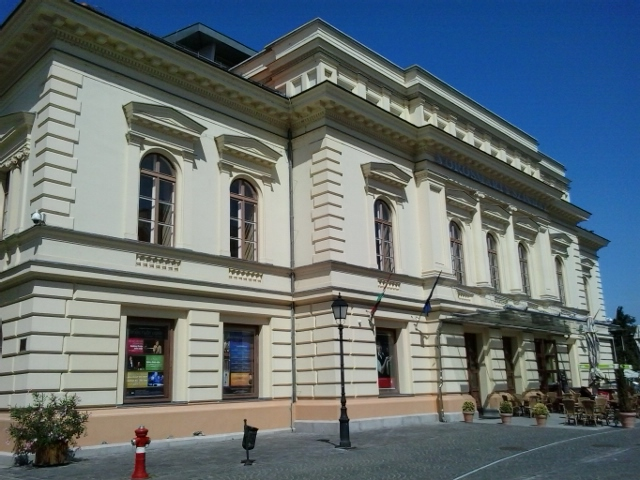
A Vörösmarty Színház épülete. Az 1874-ben épült színházat a legrégebbiek és a leghíresebbek között tartják számon Magyarországon

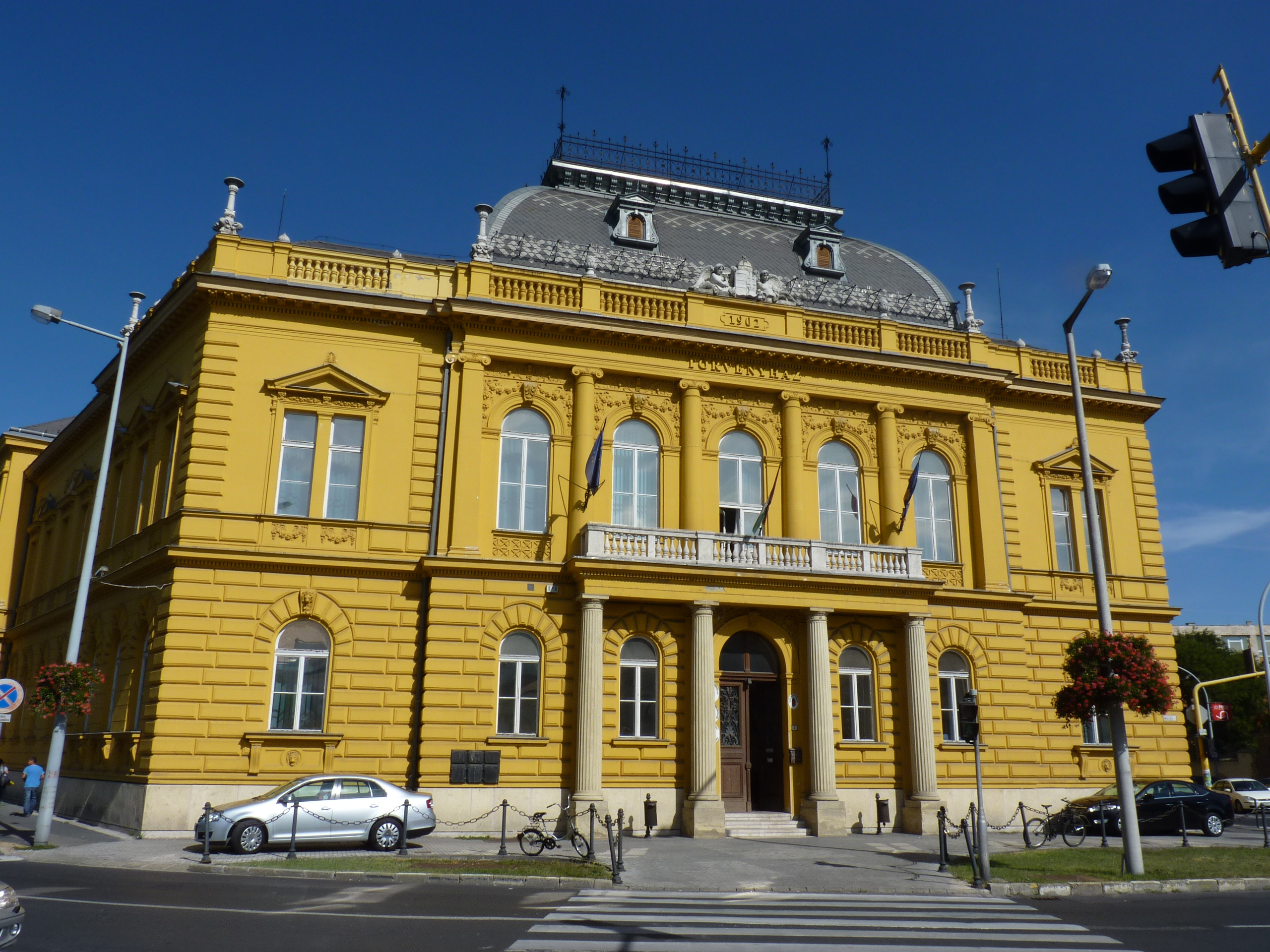
Az 1902-ben épült Törvényház

### A török kiűzése után
Székesfehérvár az oszmán uralom felszabadulása (1688) után ugyan nem nyerte vissza középkori jelentőségét, a 18. század végére mégis a régió egyik legfontosabb központjává vált. Kulturális szempontból is kiemelt szerepet játszott. A török kiűzése után a kereskedők és iparosok külföldről jöttek, az adminisztráció nyelve is német lett. A 18. század kezdetétől a város újra felvirágzott. A helyi magyar és szerb lakossághoz német és morva földről érkeztek új lakók. A 18–19. században épült ki a Belváros mai, jórészt barokk arculata, mégpedig a középkori és török kori építmények bontásával. Ekkor pusztult el végleg a Szent István által alapított királyi bazilika is. 1860-ban érte el a várost a vasút, és Fehérvár gyorsan a Dunántúl legfontosabb csomópontjává vált.
Az 1702-ben alapított jezsuita, majd pálos, végül ciszterci gimnáziuma országos ismertségre tett szert. 1703-ban kapta vissza a város a szabad királyi város rangot, de már (és ekkor még) nem volt sorolható az ország első számú városai közé. A 18. század közepén nagyobb építkezések kezdődtek, például a ferences templom és rendház építése, a jezsuiták templomépületei. A városháza főépületének felújítása 1710-es években készült el. Középületek, barokk paloták és polgárházak épültek. 1777-ben Mária Terézia az egyik újonnan alapított püspökség székhelyévé tette a várost. A püspöki palota a királyi bazilika egykori területének egy részére települt, építéséhez sokat felhasználtak a Szent István-féle templom kövei közül, amelynek utolsó még álló kápolnáját is ekkor bontották le. A székesegyház új épületét 1758-ban kezdték el építeni, melyhez felhasználták a régi plébánia falait. A templom a város, az egyházközség és a jezsuiták adományából 1768-ra nyerte el mai formáját. A belváros – más dunántúli városokhoz hasonlóan – megőrizte középkori utcaszerkezetét, amely a vár két kapuján keresztül kapcsolódott az azt körülvevő városrészekhez. A vár zártsága a 19. század első harmadában szűnt meg, amikor új utcák épültek, s kapcsolták a külvárosokat a történelmi városmaghoz. A belváros szerkezetét jelentősen megváltoztatta a Palotai kapu, illetve a Budai kapu melletti várfal 1809-es lebontása, ekkor ugyanis 1810-ben József nádor érkezett a Fejér vármegyei felkelő sereg megszemlélésére. A Budai kaput 1872-ben bontották le, mivel a városi magisztrátus szűknek találta a városkaput, így több polgári ház és várfal lebontásával megnyitották a Nádor-utcát, a mai Fő utcát. 1843-ban a város déli része tűzvész következtében teljesen elpusztult.

### Székesfehérvár a reformkorban
A reformkori nemzeti öntudatra ébredés hatása olyan erős volt, hogy a túlnyomórészt német lakosság is fokozatosan beolvadt a magyarságba. A Számmer-nyomda (1803) és a Nemzeti Színjátszó Társulat (1818) alapítása, a két Casino (1838), a Szépészeti Testület (1839) és az Olvasó Társaság (1840) létesítése mind-mind a nemzeti eszmék reformkori térnyerését, az öntudatos polgári réteg erősödését tanúsította és a megnövekedett kulturális igények kielégítésének korszerű formáit biztosította. 1848. március 15-én a fehérvári polgárság és fiatalság is csatlakozott a forradalomhoz. A forradalom és az azt követő szabadságharc leverése után az időközben óriásira nőtt Budapest árnyékában Fehérvár alig iparosított agrárvárossá vált.

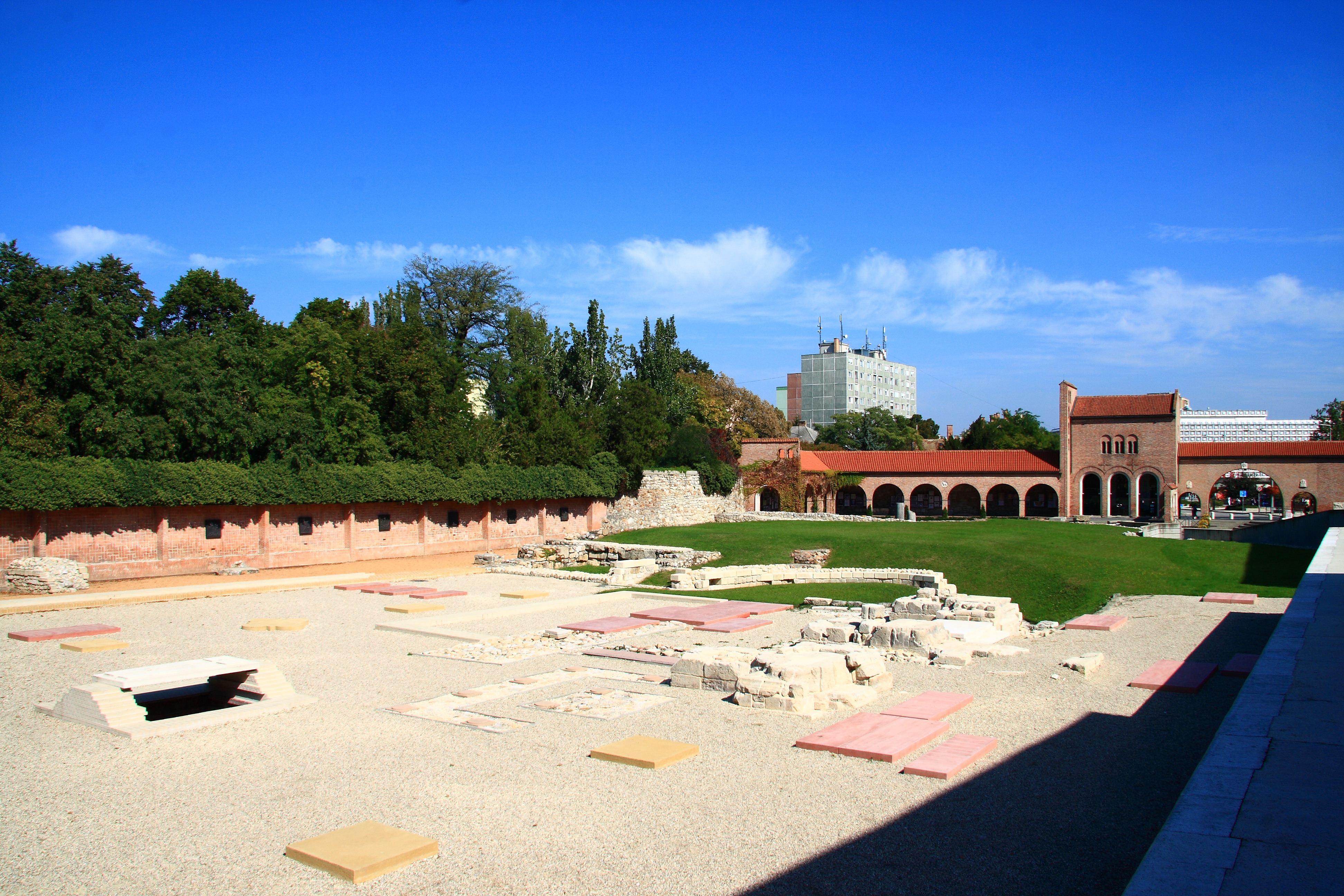
A középkori romkert, nemzeti emlékhely

A város gazdaságának fejlődése csak a vasút kiépülésével vett új lendületet. Előbb 1860-ban a Székesfehérvár-Újszőny-vasútvonalon, majd 1861-ben a Buda-Kanizsa-vasútvonalon indult meg a forgalom. Az 1850-es évektől induló gyors fejlődés fontos mérföldköve volt az ország első Vörösmarty-szobrának felavatása 1866-ban, a Vörösmarty Színház felépítése (1872–1874) vagy éppen az országos iparkiállítás megrendezése 1879-ben. A fellendülés további bizonyítéka a korszakban épült – immár emeletes – lakó- és középületek sora. A királyi törvényszéknek, a megyei főügyészségnek és a fogháznak (ma Fejér Megyei Büntetés-végrehajtási Intézet) helyt adó épületkomplexum 1902-ben készült el.

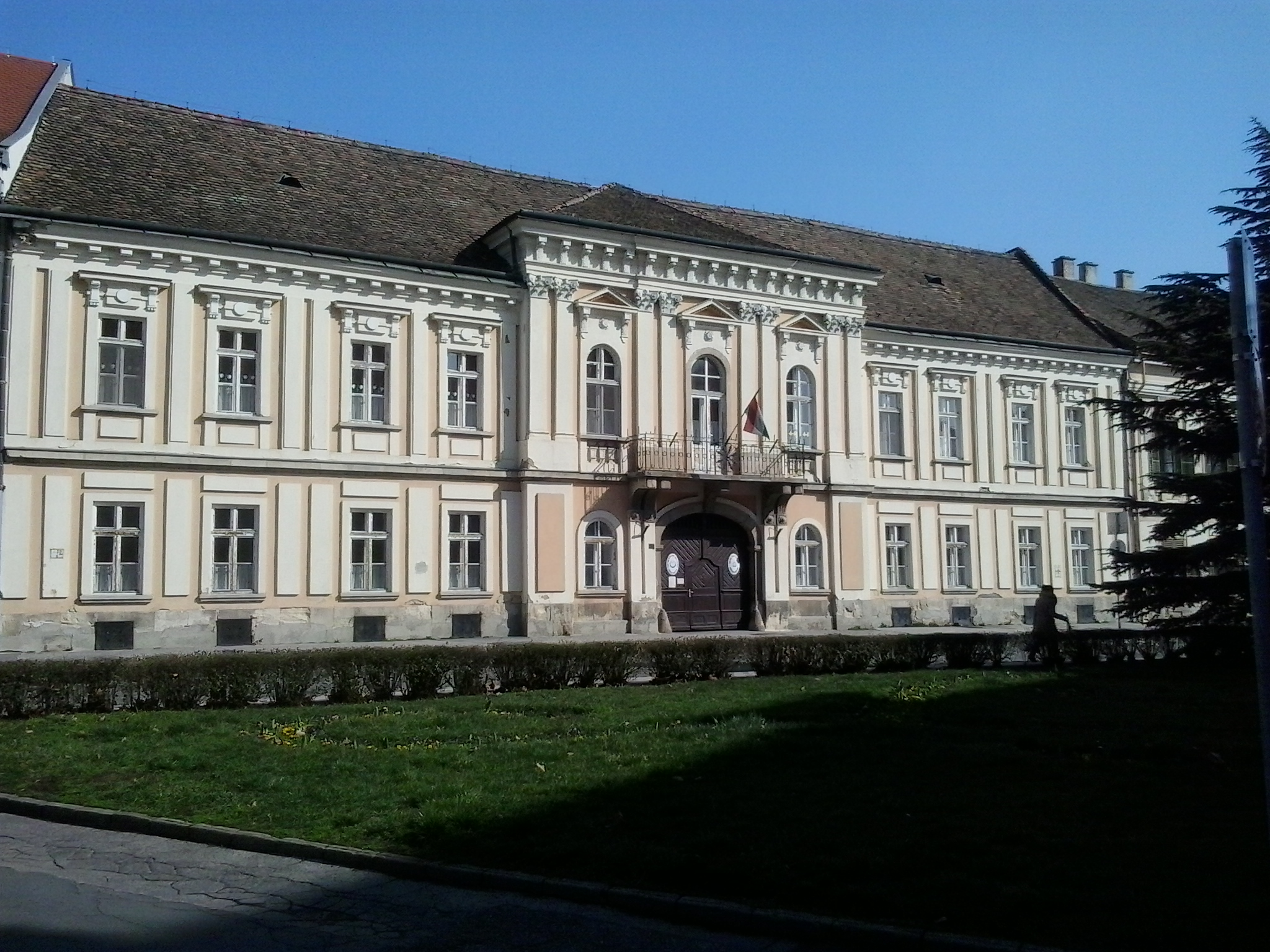
Copf stílusú lakóház (ma iskola) a Szent István téren. Valószínűleg a Püspöki palota mintájára épült a 19. században

### A két világháború között
A 20. században Székesfehérvár jelentős iparvárossá alakult. Nagyon szerencsés helyzetbe került a város az 1930-as évek második felére. Egy tehetséges polgármester, Csitáry G. Emil és egy historikus és képviselő miniszter, Hóman Bálint olyan városfejlesztési koncepciót valósított meg, amelynek eredményeként 1938-ra, a Szent István-emlékévre Székesfehérvár több alkalommal is az országos érdeklődés középpontjába került, s az egyik legdinamikusabban fejlődő várossá vált. Ehhez nagyszerű művészek mellett Hóman és fő patrónusuk, a legnagyobb hatású magyar művészettörténész, Gerevich Tibor is nagyban hozzájárult. Közvetve szerepet játszottak ebben a város szülöttei, a korábban elhunyt Klebelsberg Kuno és az egyik legbefolyásosabb magyar értelmiségi, Szekfű Gyula is.

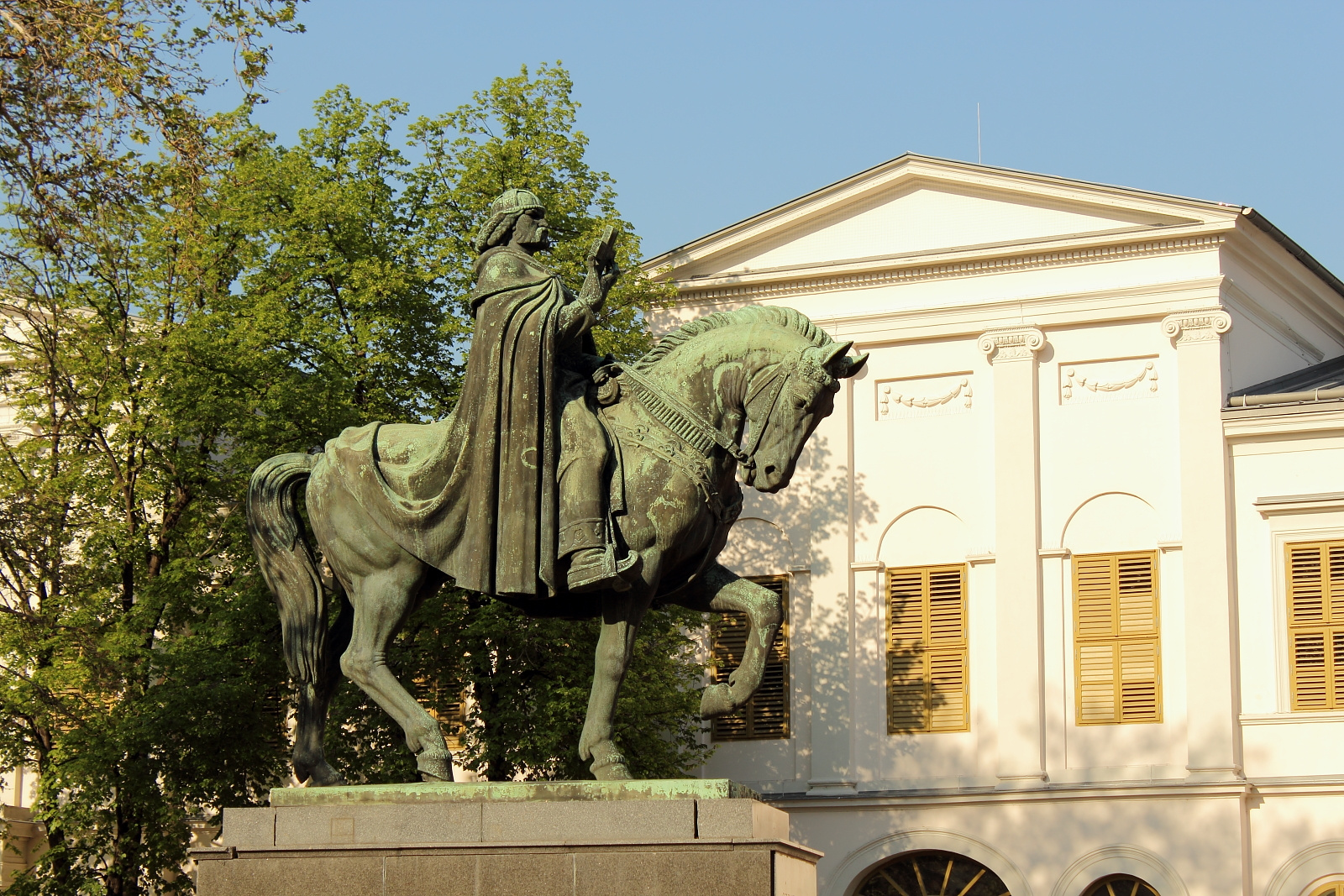
Szent István király lovasszobra, Sidló Ferenc alkotása

A 20. század elején 35 ezres Székesfehérvárnak — amint azt a város 1931 és 1941 közötti polgármestere, Csitáry G. Emil közelmúltban megjelent emlékirataiban is olvashatjuk – már rendkívül élénk és változatos közoktatási, egyesületi, kávéházi, színházi és sajtóélete volt, sok-sok kulturális rendezvénnyel és társasági eseménnyel. Csitáry maga is diákja volt az egy évig itt tanító Szabó Dezsőnek, az 1919 utáni magyar szellemi élet egyik meghatározó, főleg az értelmiségi ifjúságot magával ragadó írójának. 1915-től itt járt gimnáziumba a később kiváló regényeket író Kodolányi János, akinek a nevét napjainkban a székesfehérvári egyetem őrzi. Itt élt s alkotott Bory Jenő, a neves szobrász és építész is.
Az első világháború következményeként a nagy múltú és lélekszámú magyar kulturális központok többsége a határon túlra került, így Fehérvár a korábbinál lényegesen előrébb jutott a városok rangsorában. Több szülötte, illetve patrónusa a kulturális életben vagy a nagypolitikában vezető pozíciókba jutva eredményesen támogatta fejlesztését. A korábbi korszak kultuszminisztere (1910–1913, 1918), Zichy János többnyire a városhoz közeli nagylángi kastélyában élt, egyik utóda, Klebelsberg Kuno (miniszter: 1922–1931) pedig másfél évesen került Székesfehérvárra, és itt is érettségizett. Hóman Bálint (kultuszminiszter: 1932–1942, 1938–1939-ben rövid megszakítással) még mielőtt miniszter és a város képviselője lett volna, tudósként foglalkozott a magyar középkor történetével, és ebben kiemelt szerepet tulajdonított Fehérvárnak.

#### Az 1938-as Szent István-emlékév

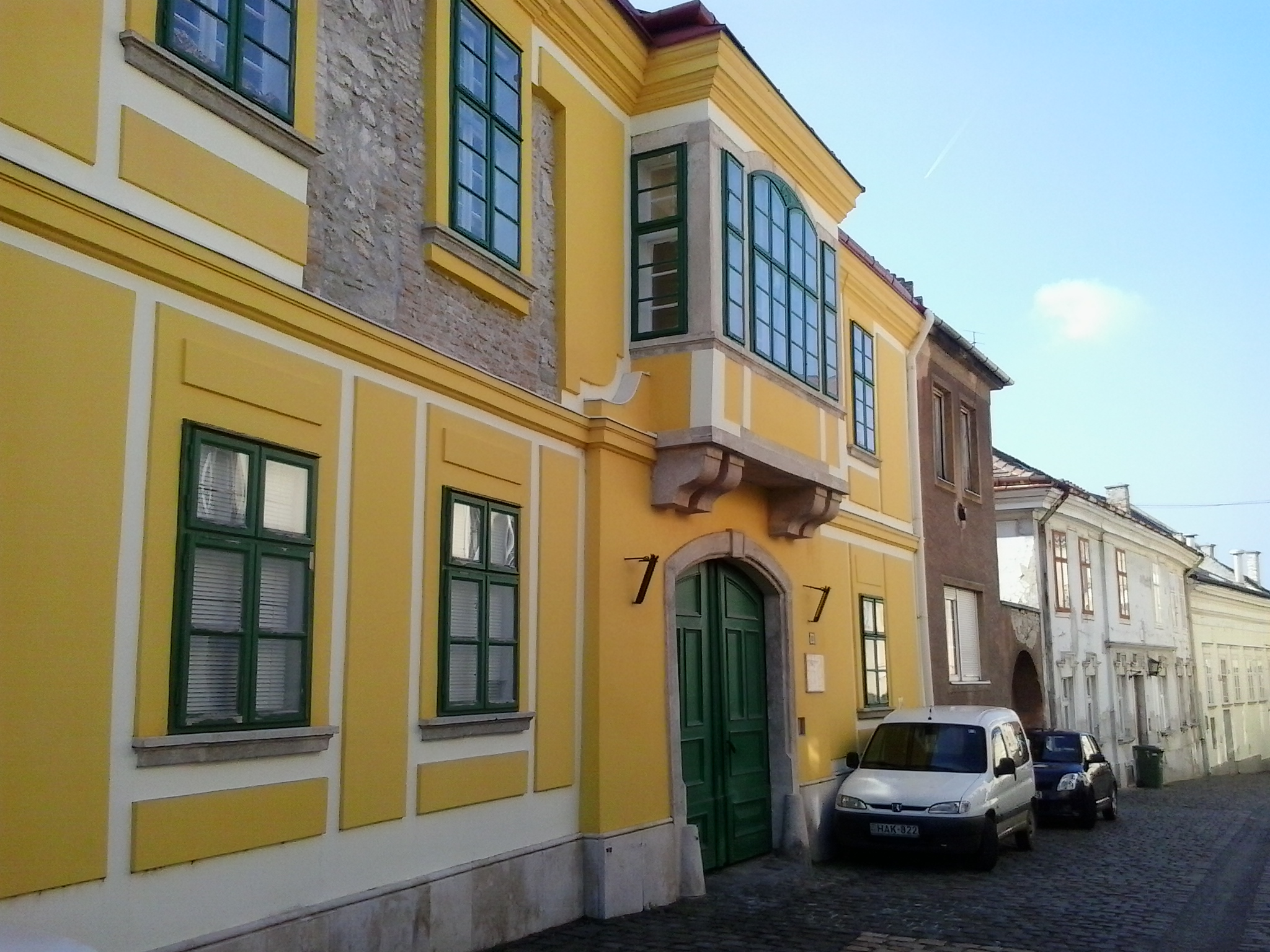
Barokk lakóház a Megyeház utcában

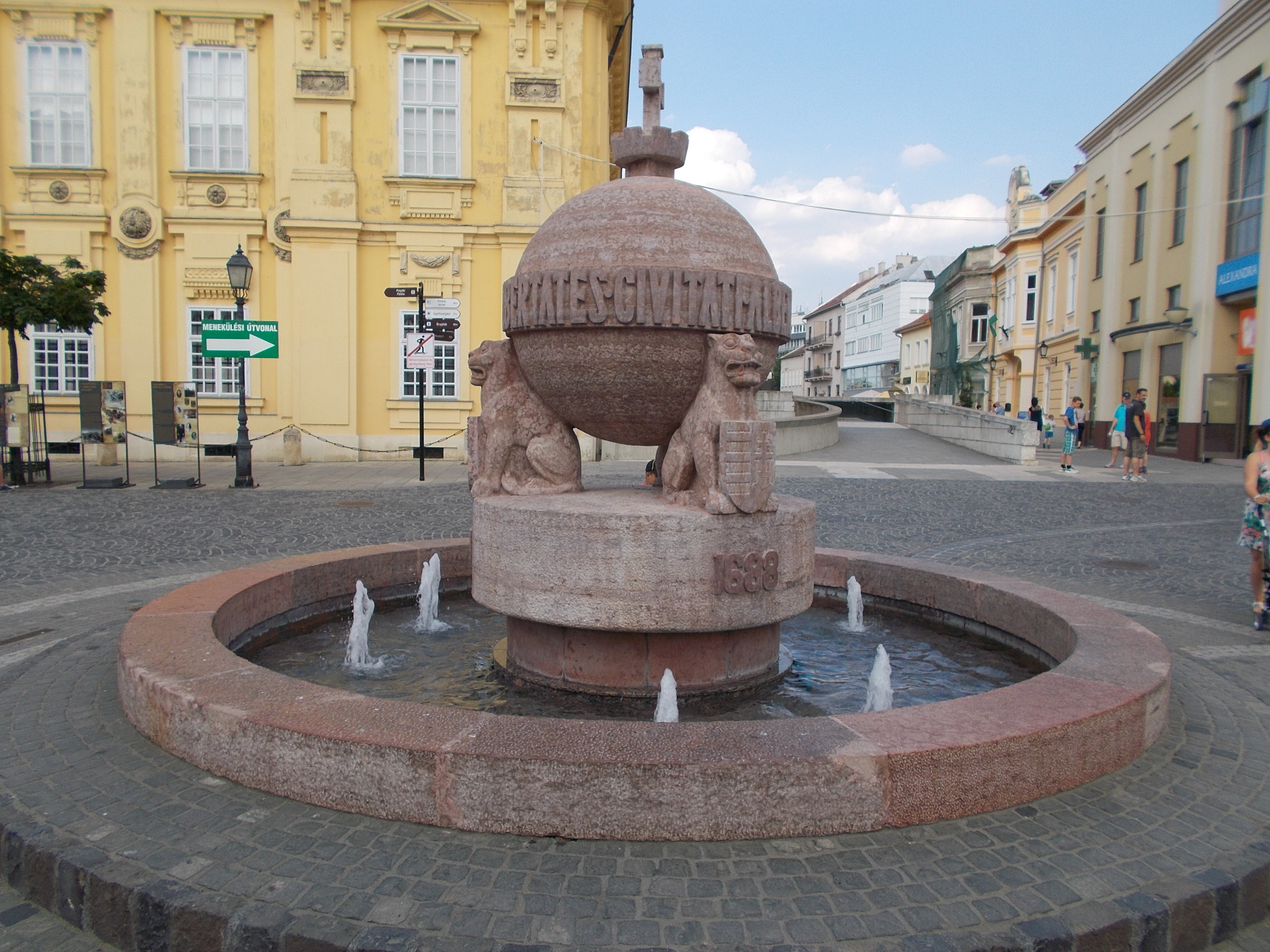
Az Országalma

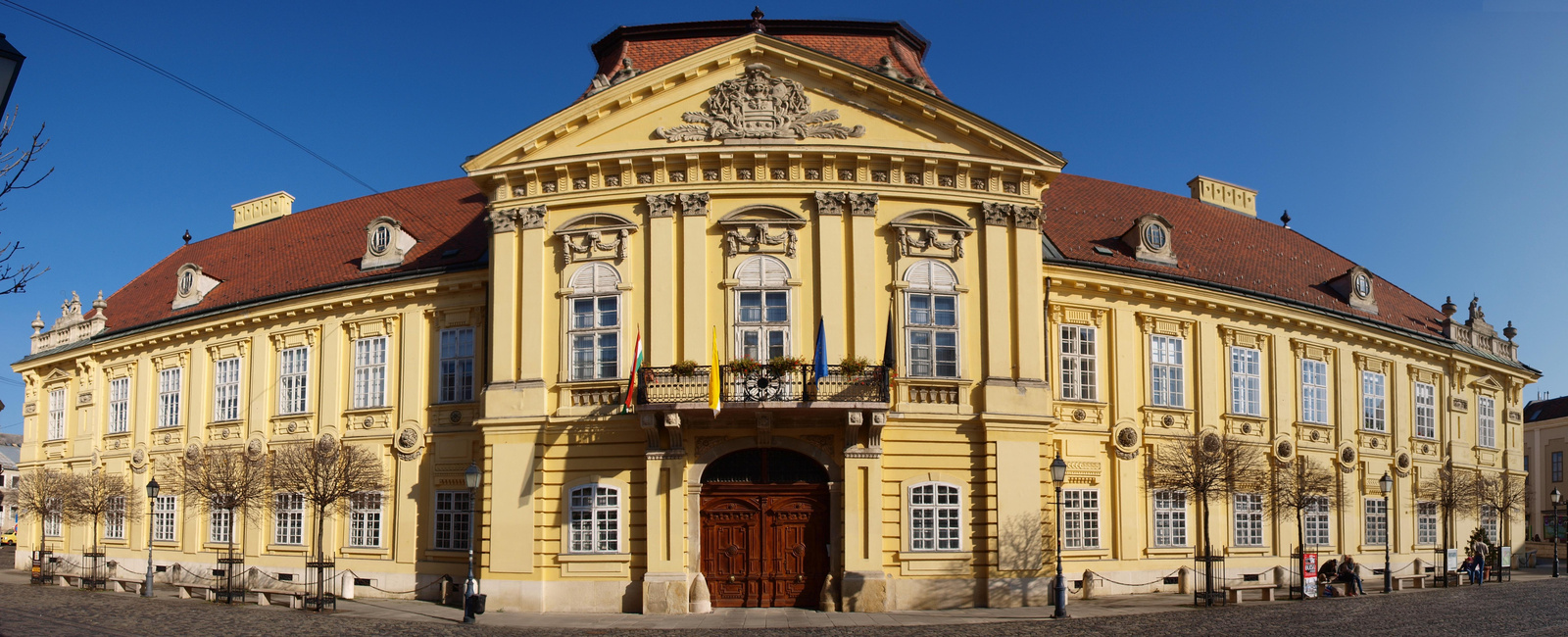
A püspöki palota

1938 mind bel- és külpolitika, mind a reprezentáció szempontjából mozgalmas esztendő volt a Horthy-kor történetében. A teljesség igénye nélkül: a Darányi-kormány ebben az évben hirdette meg a hadseregfejlesztő győri programot, ekkor került sor az első revíziós sikerre, az első bécsi döntésre, ekkor ünnepelte a kormányzó a 70. születésnapját, amellyel a Horthy-kultusz is fontos állomáshoz érkezett. Az ország életére hatást gyakorló események közé tartozott a Szent István-emlékév is, amelynek révén Székesfehérvár jelentős szerepet kapott. Számtalan egyesület és szervezet helyezte rendezvényeit az év folyamán megújuló városba.
Három kiemelkedő pillanat is volt, amikor az országos figyelem homlokterébe került a város. Az első a május 22-én, közvetlenül a 34. Eucharisztikus világkongresszus előtt lezajló vitézavatás, a "kard ünnepe" volt. A második június 1-je, amikor a Szent Jobb országjáró körútjának második állomásaként érkezett Székesfehérvárra az Aranyvonaton, a harmadik pedig a városháza udvarán augusztusban megtartott székesfehérvári országgyűlés, mely Szent István király emlékét és a nemzeti ünnepet törvénybe iktatta.
Az országgyűlést eredetileg augusztus 21-én tartották volna, ám a kormányzó németországi hivatalos látogatása miatt augusztus 18-ra kellett előrehozni. Így némi sietséggel fejeződtek be az előkészületek, melynek során az egyházmegye püspöke, Shvoy Lajos augusztus 13-án szentelte be a középkori királyi bazilika ásatásainál fellelt csontmaradványokat.

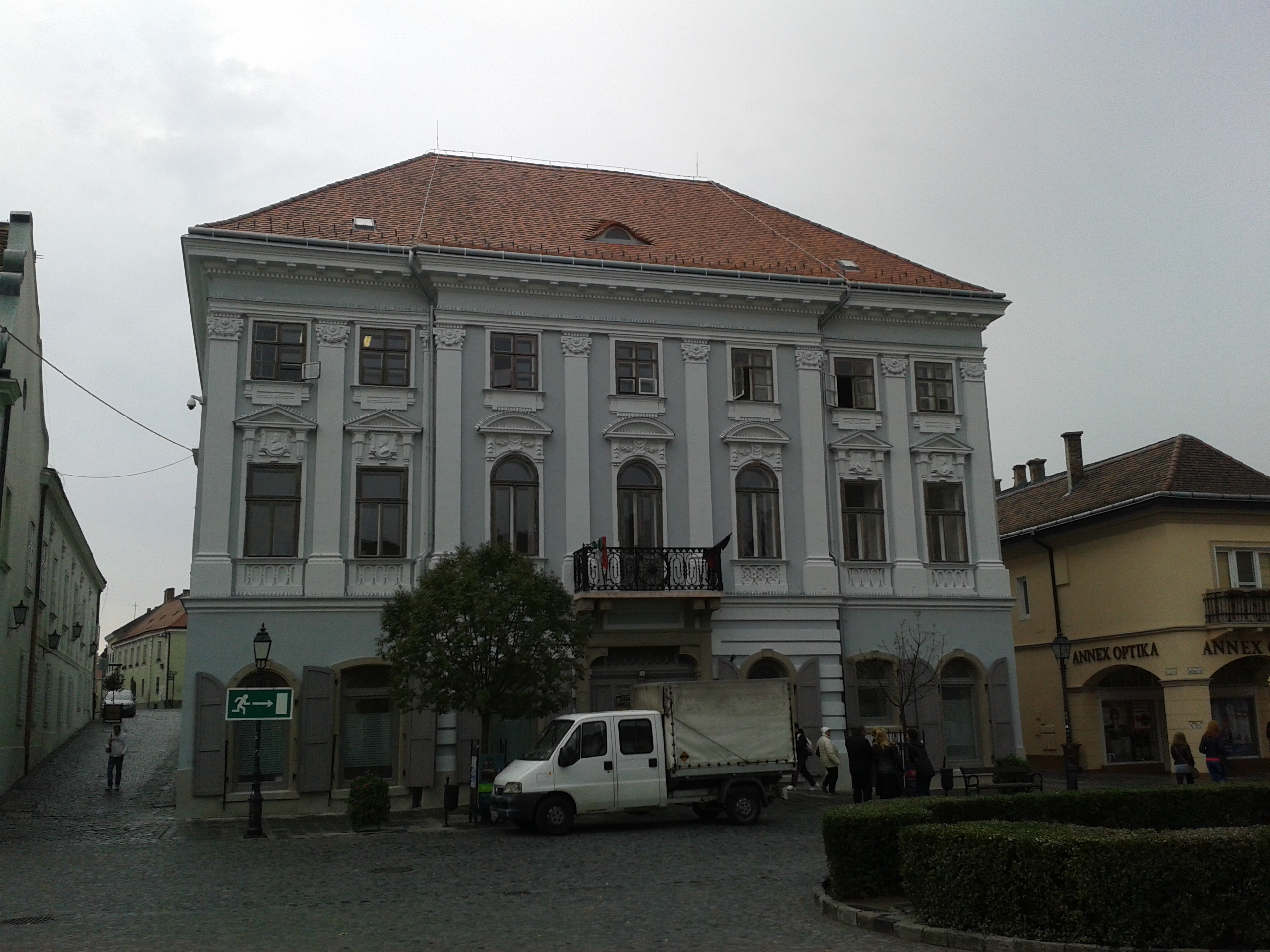
A városháza C épülete

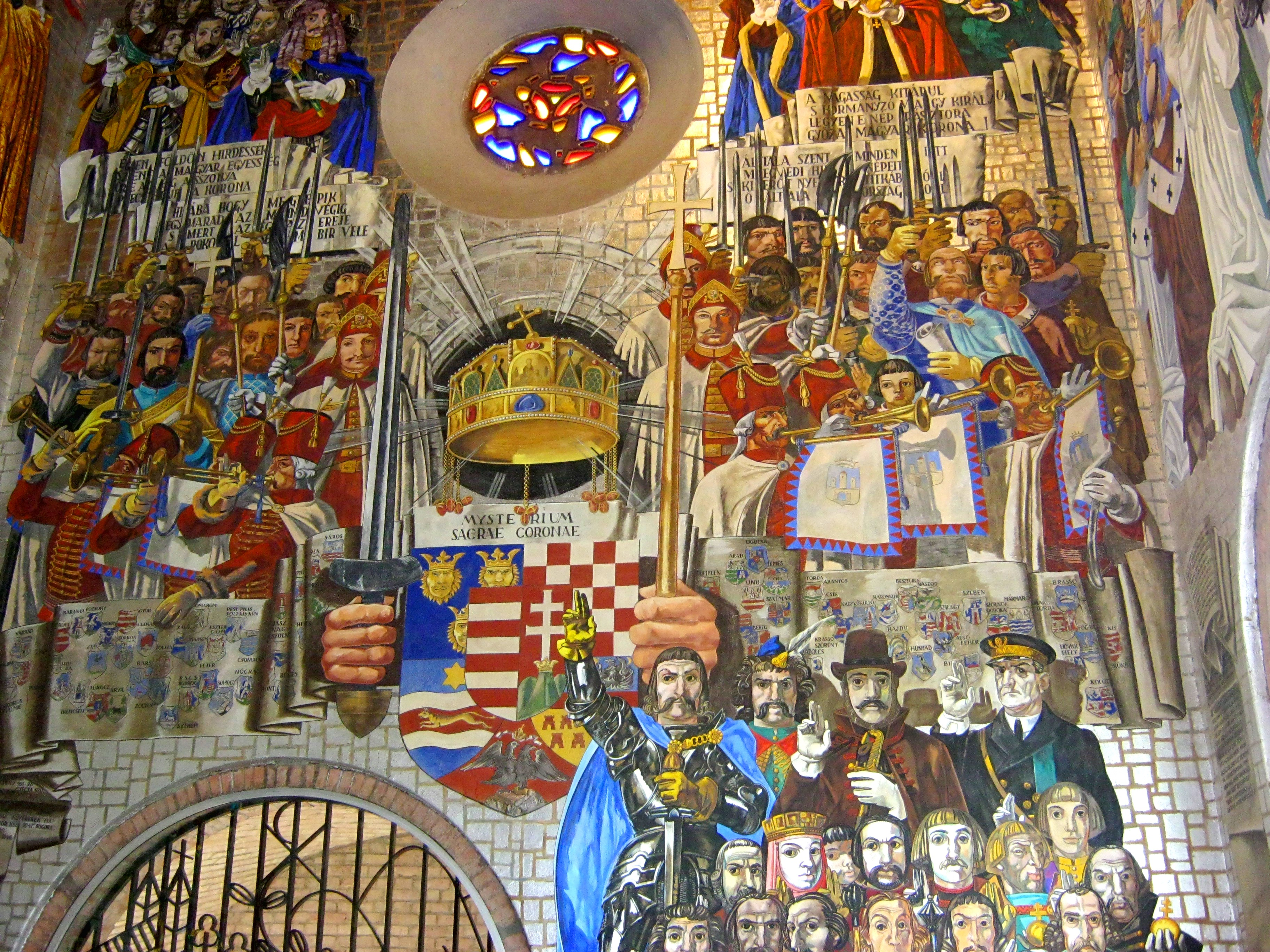
Az I. István mauzóleumát díszítő, Aba-Novák Vilmos által festett szekkó részlete

A vitézavatások hagyományos helyszíne Budapest volt, az országgyűlésé 1848-tól kezdődően úgyszintén. Komoly politikai lobbitevékenység állt ezek Székesfehérvárra történő kihelyezése mögött, amelyben a kulcsszerepet a város képviselőségét 1932 óta ellátó Hóman Bálint játszotta.

##### Ünnepi országgyűlés
A vitézavatás és a Szent Jobb ünnepe mellett a jubileumi év egyik legnagyobb napja augusztus 18. volt, amikor mintegy 400 év múltán, a mohácsi vész utáni 1527. évi országgyűlés óta először tisztelegtek az ország törvényhozói és közjogi méltóságai szent királyunk emlékének egy ünnepi országgyűlés keretein belül Székesfehérvárott. Darányi Kálmán miniszterelnök május 11-én nyújtotta be az országgyűlésnek azt a törvényjavaslatot, amely elrendelte a székesfehérvári országgyűlést:
1. § Az országgyűlés két Háza Szent István király emlékére, halálának kilencszázadik évfordulója alkalmából az 1938. év augusztus hava 18. napján Székesfehérvárott tart ünnepélyes együttes ülést, ahol Szent István a királyi törvénynapokat tartotta, s amely város a királyi törvénynapokból kifejlődött Árpád-kori országgyűlések székhelye volt.
2. § A székesfehérvári ünnepélyes együttes ülés egyetlen tárgya ama törvény megalkotása, amelyben a nemzet a keresztény magyar államot megalapító Szent István király emlékét megörökíti.
Ezen az ünnepélyes együttes ülésen a m. kir. miniszterelnök benyujtja és nyomban ismerteti a Szent István király emlékét megörökítő törvényjavaslatot, amelyet az együttes ülés azonnal letárgyal. A letárgyalt és elfogadott törvényt a miniszterelnök kihirdetési záradékkal és aláírással ellátás végett az együttes ülés keretében azonnal az ország Kormányzója elé terjeszti. A tárgyalás és a határozathozatal módját egyébként az országgyűlés két Háza állapítja meg.
3. § A jelen törvény végrehajtásáról a m. kir. miniszterelnök gondoskodik.
A törvényjavaslatot mind a két ház egyhangúlag megszavazta.
Végül rövid tárgyalás után megfogalmazódott a törvény: Az országgyűlés augusztus hó 20. napját Szent István király emlékezetére nemzeti ünnepnek nyilvánítja.
Az ünnepi országgyűlés a törvény elfogadása és a kormányzó általi szentesítés után befejeződött. A kormány tagjai, a jelen lévő diplomaták és hivatalos személyek ezt követően a Nagyboldogasszony-bazilika romjainak felavatásán, majd a vármegyeház előtti téren található Sidló Ferenc Szent István-szobrának leleplezésén vettek részt.

### A második világháborútól napjainkig
Az 1930–1940-es évek gyors ütemű fejlődését a második világháború törte meg, rendkívül súlyos károkat okozva a kiemelt stratégiai jelentőségű városnak. A mai Kempelen téren (a romkert és a Fehérvár Áruház (Skála) között) állt egykor az 1864-ben emelt neológ zsinagóga. Szépsége és mérete a fővárosi Dohány utcai zsinagógáéval vetekedett, de 1944–1945-ben az amerikai szőnyegbombázás áldozatául esett (Székesfehérvár Budapest után a legtöbbet szenvedett város volt az országban), maradványait pedig elbontották. Helyét ma emléktábla mutatja.
A városra a 20. század hatvanas és hetvenes éveinek a történelmi előzményeket semmibe vevő átalakításaival mérték talán a legnagyobb csapást. Erőltetett iparosítás következett. Többek között alumínium-hengerművet és motorjárműgyárat alapítottak. A város életében hosszú ideig a legendás Ikarus autóbuszgyár és a Videoton rádió- és televíziógyár volt a legfontosabb munkáltató. Az 1945-ben még csak 35 ezer lakost számláló város lélekszáma az 1970-es évek végére 100 ezer fölé nőtt. A fallal körbevett műemlék belvárost ugyan megvédték, a külvárosokban viszont jelentősen átszabták a két világháború közötti időszak kiemelt szerepű, emblematikus városát. Ekkor épültek a lakásinséget enyhítő lakótelepek. A barokk korszaktól szervesen fejlődő, régi városrészeket romboltak le, évszázados térbeli és emberi kapcsolatokat is szétzilálva. Azonban Székesfehérvár ebben az időszakban vált igazán Magyarország egyik legnagyobb és legfontosabb gazdasági és közlekedési központjává. 1980 és 2000 között Európa egyik leggyorsabban fejlődő városává vált, sorra épültek ipari parkjai. Székesfehérvár 1989. április 1-jén megyei városi rangot kapott.

## A rendszerváltás után
Székesfehérvár a rendszerváltás után is a leggyorsabban fejlődő nagyvárosok közé tartozott; az 1990-es években mintegy 4 milliárd dollár tőke áramlott a városba. Olyan cégek jelentek meg itt, mint az IBM, a Philips és a Ford. Fehérvár önkormányzatának adó- (főleg iparűzési adó) bevételei a többi magyarországi nagyvárosénál (Budapest kivételével) átlagosan 2–2,5-szer nagyobbak.[forrás?]
Ez a fejlődési lendület napjainkban is tart, bár a kilencvenes évek legfontosabb gazdasági szereplői már nagyrészt lecserélődtek. Ma a legmeghatározóbb székesfehérvári cégek közé tartozik többek között a Milkát, a TUC-ot és a Győri Édest gyártó Mondélez, a JBL-termékeket jegyző Harman, a Videoton Holding, a Hanon Systems, az Arconic-Köfém, a Hydro Extrusion, a Denso, az Alföldi Tej és a Cerbona.
2010 körül a 2008-ban kirobbant gazdasági világválság következtében gazdasági visszaesés következett be Magyarország és a világ más városaihoz hasonlóan Székesfehérvár életében is, melyből a település viszonylag hamar ki tudott lábalni. A 2013-as Szent István-emlékév megrendezésével a város bizonyítani kívánta, hogy a stabil gazdasági potenciálra alapozva a kulturális fejlődést ismét sikerült megindítani.

## Városrészei
- Belváros
  - Óváros
  - Ybl Miklós-lakótelep
- Palotaváros
  - Rácváros
  - Palotavárosi lakótelep1
- Tóváros
  - Tóvárosi lakónegyed2
- Víziváros
  - Vízivárosi lakótelep3
- Vasútvidék
  - Székesfehérvár vasútállomás
  - Horvát István-lakótelep
  - Búrtelep
- Felsőváros
- Fecskepart
  - Fecskeparti lakótelep
- Laktanyák
- Királykút lakónegyed4
- Vezérutcák
- Almássy-telep5
- Fáy András-lakótelep
- Íróutcák
  - ONCSA-telep
- Kiskecskemét
- Aszalvölgy
- Öreghegy
  - Püspökkertváros
  - Máriavölgy
- Ráchegy
- Köfém lakótelep
- Feketehegy
- Szárazrét
- Szedreskert
  - Szedreskerti lakónegyed6
- Maroshegy
  - Rádiótelep
  - Sóstó-Újtelep
  - Demkóhegy
  - Harmatosvölgy
  - ONCSA-telep
- Alsóváros
- Váralja
- Sóstó
  - Sóstó Természetvédelmi Terület
- Őrhalmiszőlők
- Vásárhelyi úti lakótelep
- Kisfalud
  - Kisfaludpuszta
- Börgönd
  - Börgöndpuszta
  - Börgöndi repülőtér és laktanya
  - Börgönd vasútállomás
- Csala
  - Csalapuszta

- 1régen Lenin-lakótelep
- 2régen Dr. Münnich Ferenc-lakótelep
- 3régen Vorosilovgrád-lakótelep
- 4régen November 24. lakótelep
- 5régen Novák Károly-lakótelep
- 6régen Pintér Károly-lakótelep

### Nagyobb lakótelepek

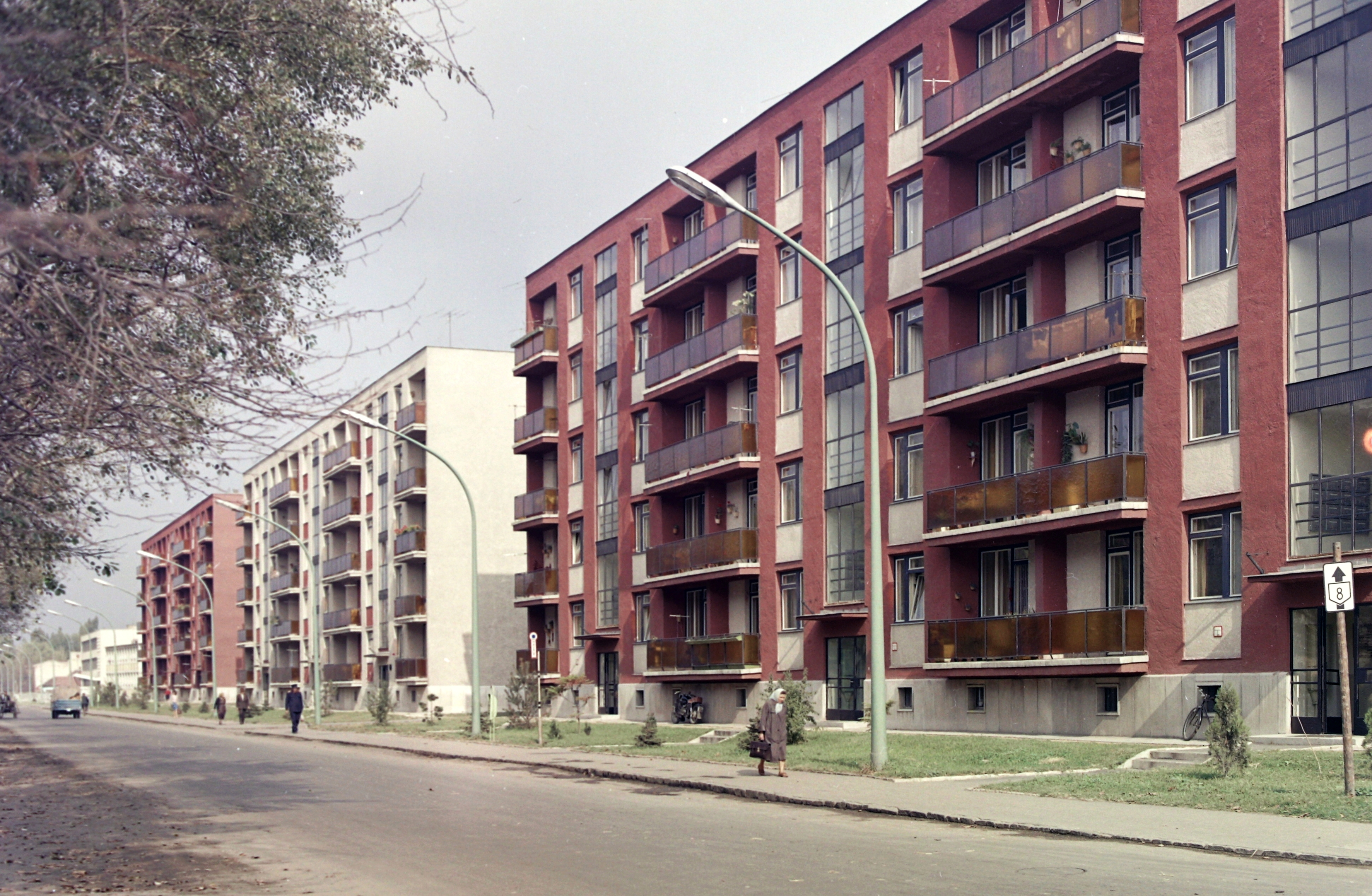
Az Ybl Miklós-lakótelep, 1966
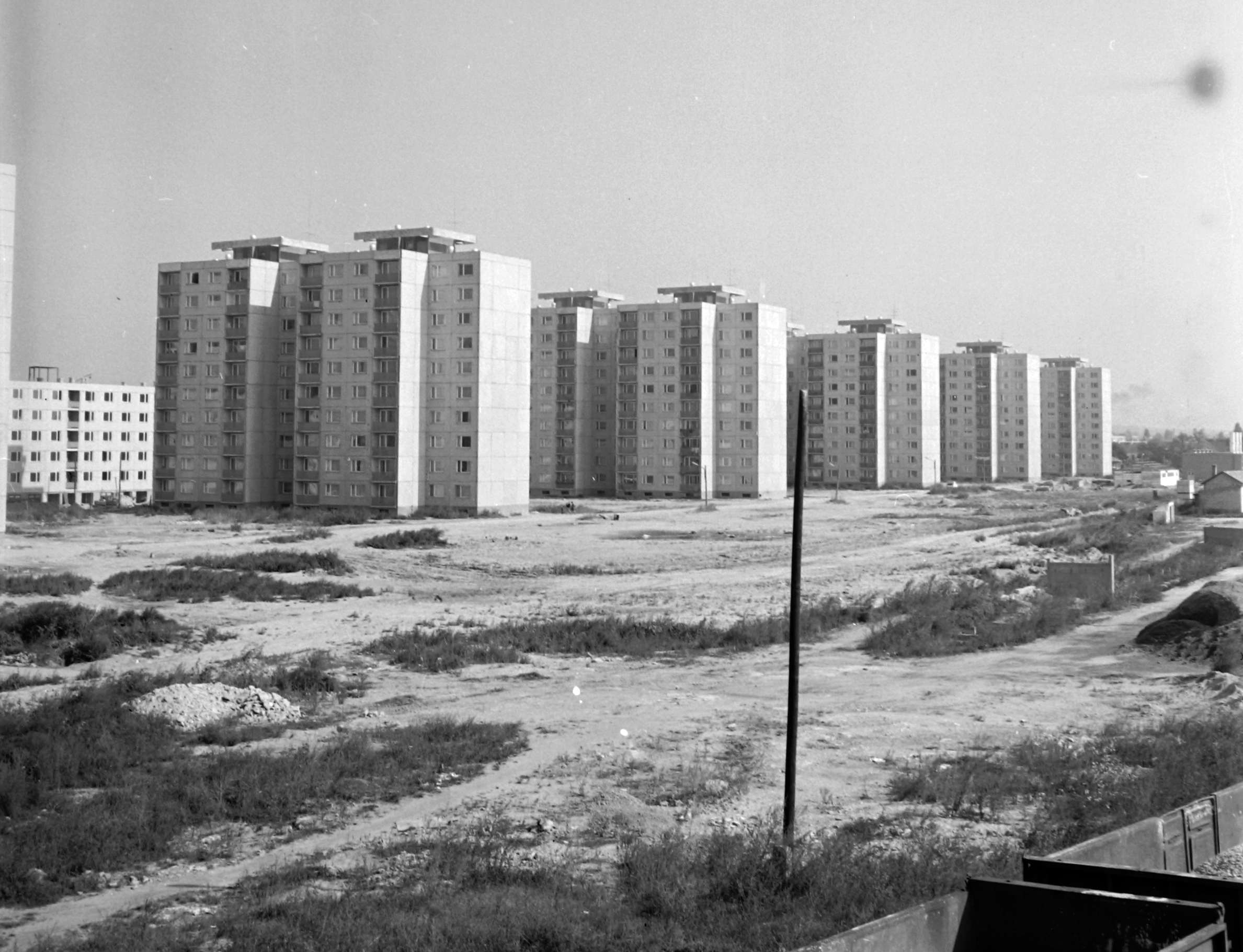
A Tóvárosi lakónegyed 1972-ben
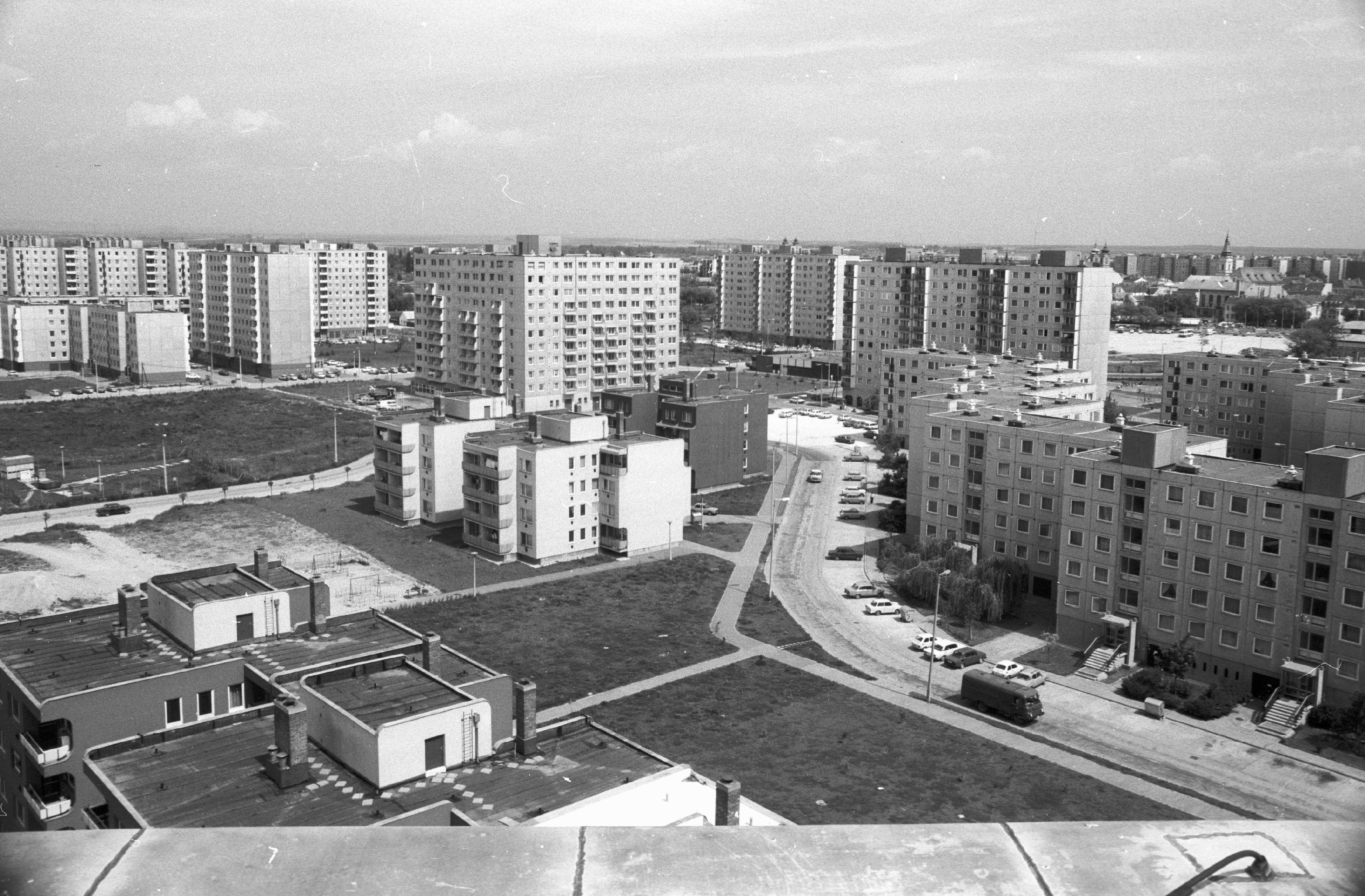
A Palotaváros 1986-ban
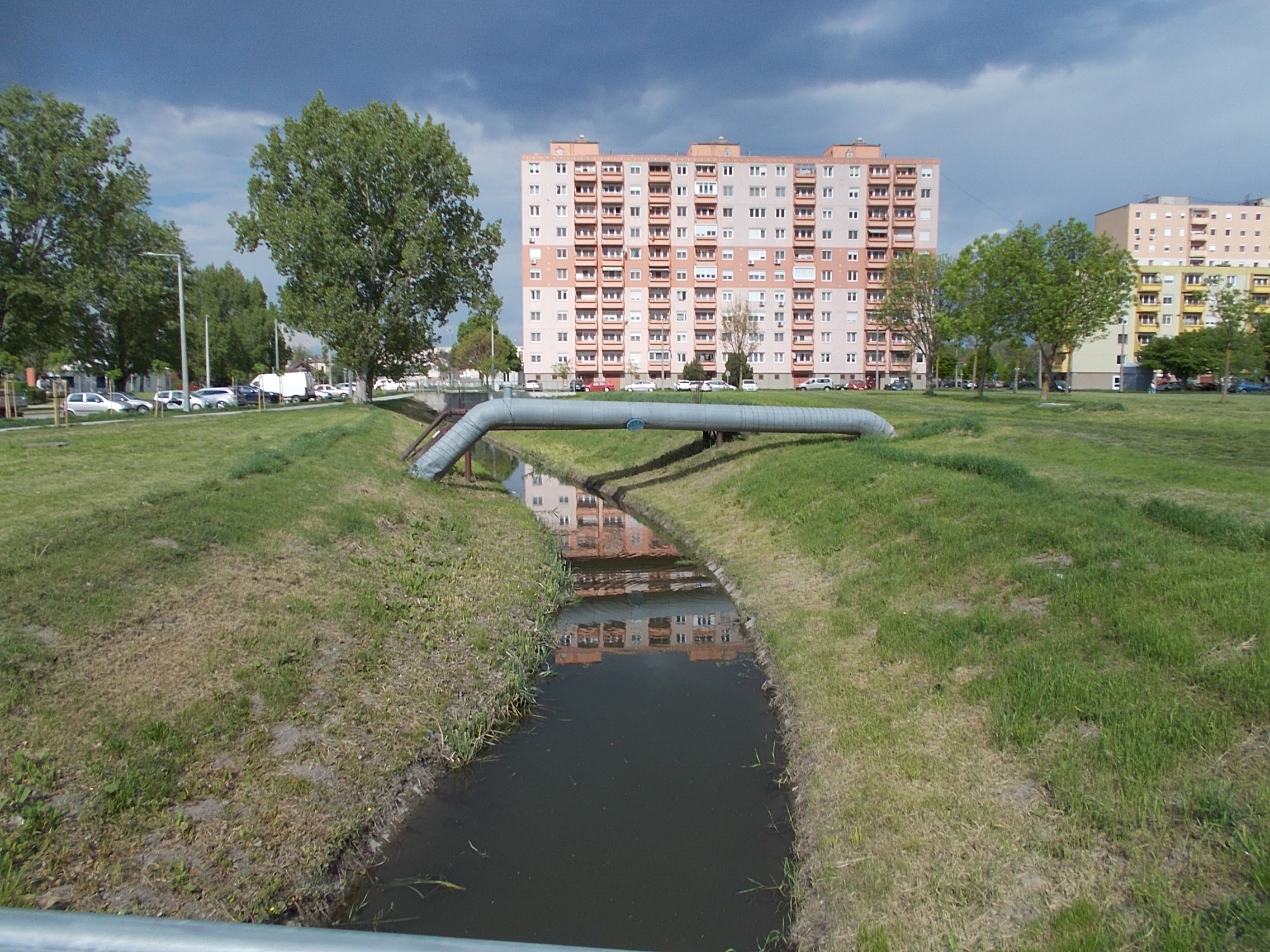
A Varga-csatorna Palotavárosban
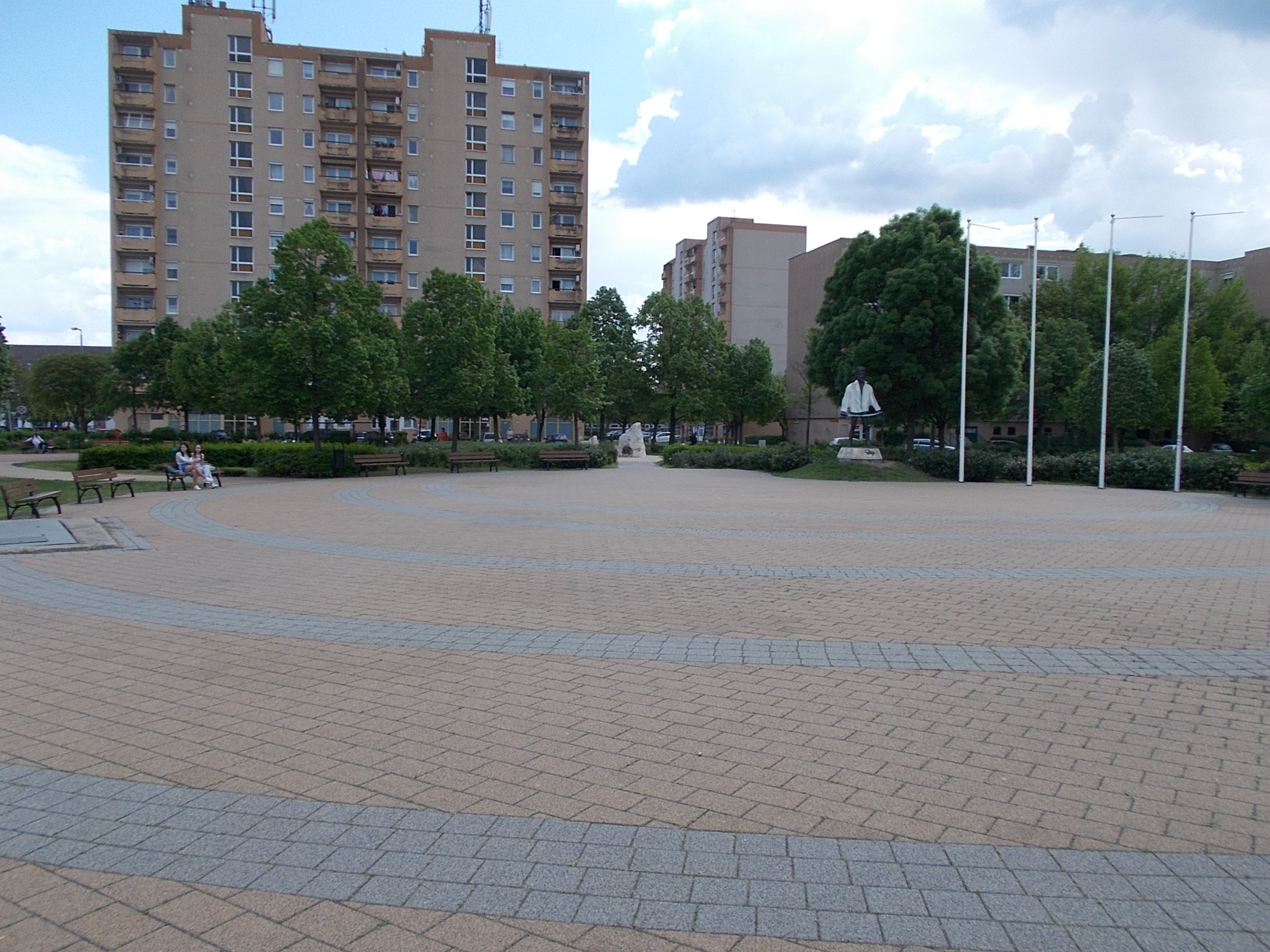
A Petőfi-szobor Palotavárosban
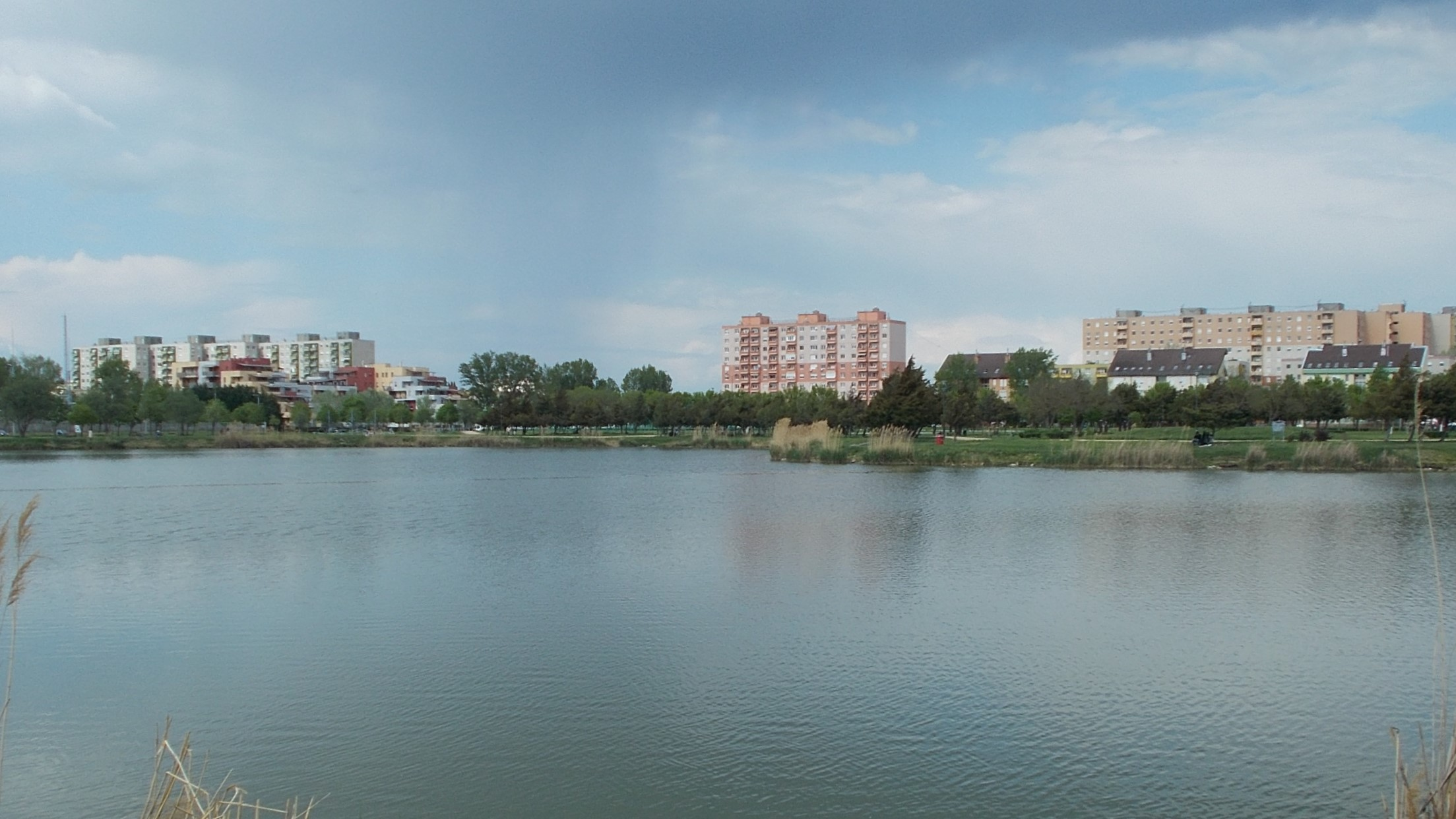
Palotavárosi-tavak

### Hivatalos ipari parkok
- Alba Airport Ipari Park
- Alba Ipari Zóna
- Déli Ipari Park
- Ikarus Székesfehérvári Ipari Park
- Sóstó Ipari Park
- Videoton Ipari Park Székesfehérvár

### Iparnegyedek
- Börgöndi úti ipari terület
- Európa Ipari Park
- Feketehegy-Szárazréti Ipari Park
- Kisfaludi ipari terület
- Köfém ipari terület
- Seregélyesi úti ipari terület
- Váraljai ipari terület
- Városkapu Ipari Park
- Visteon Innovációs Ipari Park

## Önkormányzat és közigazgatás

### A város választott vezetői

#### Polgármesterek, elöljárók 1950 előtt[37][38]
Kiss György (1787-1790)
Hollner Lipót (1790-1801)
Braun József  (1801-1805)
- Hell Ignác (1805-1806)
- Khorherr Domonkos (1806-1809)
- Hollner Lipót (1809-1810)
- Braun József (1810-1812)
- Hell György (1812-1814)
- Andrássy Antal (1816-1817)
- Rede András (1817-1819)
- Vass János (1819-1836)
- Haáder Pál (1836-1840)
- Miskey Ferenc (1840-1848)
- Haáder (Hadhalmi) Pál (1848.05.11-12.29)
- Orszetti József (1848-1849)
- Baur György (1849-1850)
- Lintzer Vilmos (1850-1851)
- Ferenczy János (1851-1859)
- Drucker József (1859-1860)
- Pacsay György(1861-1861)
- Lintzer Vilmos(1861-1865)
- Novák Kálmán (1865–1867)
- Nemessy Ferenc (1866-1869)
- Pribék Antal (1869-1878)
- Havranek József (1878–1908)
- Dr. Saára Gyula (1908.05.11–1918.11.18.)
- Kerekes Lajos  (1918.11.18.-1919.02.27)
- Zavaros Aladár (1919–1930)
- Csitáry Gramanetz Emil (1931–1941. 05.07.)
- ifj. Kerekes Lajos (1941.09.30 1944. 05. 31.)
- Dr. Gáspár János (1945. április 30. – 1948. február 28.)
- Bak Béla (1948.06.24.-1950.08.15.)

#### Tanácselnökök 1950-1990 között
- Promper Ferenc (1950-1954)
- Hegedüs Péter (1954-1956)
- Bokán József (1956.06.12.-1956.12.12)
- Dr, Tilinger István (1956.12.14-1973.04.26.)
- Kalmár Dezső (1973-1977)
- Seres József (1977-1983)
- Balázs Miklós (1983-1986)
- Balsay István (1987-1990)

#### Polgármesterek a rendszerváltás óta
| Név                       | Párt                 | Terminus                 | Megjegyzés / Források                                          |
| ------------------------- | -------------------- | ------------------------ | -------------------------------------------------------------- |
| Balsay István             | Fidesz               | 1990–1994                | Az 1990-es választási eredmények:                              |
| Dr. Nagy István           | Fidesz-FKgP-KDNP-MDF | 1994–1998                | Az 1994-es választási eredmények:                              |
| Warvasovszky Tihamér      | FPE-FMNYP-MSZP-SZDSZ | 1998–2010                | Az 1998-as választási eredmények:                              |
| Warvasovszky Tihamér      | MSZP-SZDSZ-FMNYP-FPE | 1998–2010                | A 2002-es választási eredmények:                               |
| Warvasovszky Tihamér      | MSZP-SZDSZ-FPE       | 1998–2010                | A 2006-os választási eredmények:                               |
| Viniczai Tibor            | MDF                  | 2010.07.02 – 2010.10.03. | Megbízott polgármester a 2010. évi önkormányzati választásokig |
| Dr. Cser-Palkovics András | Fidesz               | 2010–                    | A 2010-es választási eredmények:                               |
| Dr. Cser-Palkovics András | Fidesz               | 2010–                    | A 2014-es választási eredmények:                               |
| Dr. Cser-Palkovics András | Fidesz               | 2010–                    | A 2019-es választási eredmények:                               |
| Dr. Cser-Palkovics András | Fidesz               | 2010–                    | A 2024-es választási eredmények:                               |

2010 nyarán Warvasovszky Tihamér az Állami Számvevőszék alelnöke lett, és összeférhetetlenségi szabályok értelmében le kellett mondania városvezető tisztségéről. A következő önkormányzati választás közeli időpontjára tekintette nem írtak ki időközi választást, hanem a távozó városvezető addigi alpolgármesterét, Viniczai Tibort jelölte ki utódjául.

### A 2024-es önkormányzati választás eredménye
- A polgármester-választás eredménye[50]

| Jelölt neve               | Jelölő szervezet(ek) | Jelölő szervezet(ek) | Szavazatok száma | Szavazatok aránya |
| ------------------------- | -------------------- | -------------------- | ---------------- | ----------------- |
| Dr. Cser-Palkovics András |                      | Fidesz – KDNP        | 33 259           | 74,11%            |
| Földi Judit               |                      | FKE                  | 5734             | 12,78%            |
| Juhász László             |                      | Válasz FCF           | 3757             | 8,37%             |
| Végh Annamária            |                      | Mi Hazánk            | 2127             | 4,74%             |
| Összesen                  |                      |                      | 44 877           | 100%              |

- A képviselőtestület-választás eredménye[51]

| Párt | Párt          | Mandátumok | Képviselő-testület | Képviselő-testület | Képviselő-testület | Képviselő-testület | Képviselő-testület | Képviselő-testület | Képviselő-testület | Képviselő-testület | Képviselő-testület | Képviselő-testület | Képviselő-testület | Képviselő-testület | Képviselő-testület | Képviselő-testület | Képviselő-testület |
| ---- | ------------- | ---------- | ------------------ | ------------------ | ------------------ | ------------------ | ------------------ | ------------------ | ------------------ | ------------------ | ------------------ | ------------------ | ------------------ | ------------------ | ------------------ | ------------------ | ------------------ |
|      | Fidesz – KDNP | 14         | P                  |                    |                    |                    |                    |                    |                    |                    |                    |                    |                    |                    |                    |                    |                    |
|      | FKE           | 2          |                    |                    |                    |                    |                    |                    |                    |                    |                    |                    |                    |                    |                    |                    |                    |
|      | MKKP          | 2          |                    |                    |                    |                    |                    |                    |                    |                    |                    |                    |                    |                    |                    |                    |                    |
|      | Mi Hazánk     | 1          |                    |                    |                    |                    |                    |                    |                    |                    |                    |                    |                    |                    |                    |                    |                    |
|      | Válasz FCF    | 1          |                    |                    |                    |                    |                    |                    |                    |                    |                    |                    |                    |                    |                    |                    |                    |
|      | Független     | 1          |                    |                    |                    |                    |                    |                    |                    |                    |                    |                    |                    |                    |                    |                    |                    |

## Országgyűlési képviselők
A régi választójogi törvény, az 1989. évi XXXIV. törvény hatálya alatt a város két választókerülethez tartozott.
| Név                       |  | Párt   | Terminus  | Választókerület                          |
| ------------------------- |  | ------ | --------- | ---------------------------------------- |
| Mózs József               |  | SZDSZ  | 1990–1994 | Régi Fejér megyei 1. sz. választókerület |
| Vancsik Zoltán            |  | MSZP   | 1994–1998 | Régi Fejér megyei 1. sz. választókerület |
| Balsay István             |  | Fidesz | 1998–2002 | Régi Fejér megyei 1. sz. választókerület |
| Warvasovszky Tihamér      |  | MSZP   | 2002–2010 | Régi Fejér megyei 1. sz. választókerület |
| dr. Cser-Palkovics András |  | Fidesz | 2010–2014 | Régi Fejér megyei 1. sz. választókerület |
| dr. Horváth Miklós        |  | MDF    | 1990–1994 | Régi Fejér megyei 2. sz. választókerület |
| dr. Világosi Gábor        |  | SZDSZ  | 1994–1998 | Régi Fejér megyei 2. sz. választókerület |
| dr. Gyuricza Béla         |  | Fidesz | 1998–1999 | Régi Fejér megyei 2. sz. választókerület |
| Molnár Albert             |  | MSZP   | 2000–2002 | Régi Fejér megyei 2. sz. választókerület |
| dr. Gógl Árpád            |  | Fidesz | 2002–2010 | Régi Fejér megyei 2. sz. választókerület |
| Vargha Tamás              |  | Fidesz | 2010–2014 | Régi Fejér megyei 2. sz. választókerület |

Jelenleg a 2011. évi CCIII. törvény értelmében Székesfehérvár két országgyűlési egyéni választókerülethez tartozik, a Fejér megyei 1. sz. és a Fejér megyei 2. sz.-hoz
| Név          |  | Párt   | Terminus | Választókerület                                          |
| ------------ |  | ------ | -------- | -------------------------------------------------------- |
| Vargha Tamás |  | Fidesz | 2014–    | Fejér megyei 1. sz. országgyűlési egyéni választókerület |
| Törő Gábor   |  | Fidesz | 2014–    | Fejér megyei 2. sz. országgyűlési egyéni választókerület |

## Népessége
A 20. század második felétől Székesfehérvár lakossága viharos tempóban nőtt egészen 1990-ig. A népesség növekedése a legtöbb megyeszékhelyhez hasonlóan az 1960-as években gyorsult fel. A legtöbben 1990-ben éltek a városban, 108 958-an. 1990től napjainkig csökken a város népessége, ma már kevesebben laknak Székesfehérváron, mint 1980-ban. Budapesthez hasonlóan Székesfehérvárt is jelentősen érinti a szuburbanizáció, vagyis a városból az agglomerációba vándorlás. Ennek következtében a város agglomerációjába tartozó települések (például Úrhida, Szabadbattyán, Fehérvárcsurgó, Agárd, Gárdony, Velence, Pákozd, Pátka stb.) népessége az elmúlt két évtizedben jelentősen megnőtt. A szuburbanizáció a népesség csökkenésének fő oka.
Székesfehérvár lakossága 2024. január 1-jén 96 024 fő volt. Székesfehérvár Fejér vármegye második legsűrűbben lakott települése, ebben az évben az egy km²-en lakók száma átlag 588,5 ember volt. A népesség korösszetétele kedvezőtlen: a 2011-es év elején a 19 évesnél fiatalabbak aránya 19 %, a 60 éven felülieké 24 % volt. A nemek aránya is kedvezőtlen, ugyanis ezer férfira 1122 nő jut. 2017-ben a férfiak  születéskor várható átlagos élettartama 72, a nőké 78,9 év volt.
Székesfehérvár lakossága a 2022. október 1-én tartott népszámláláskor 95856 fő volt. Fejér vármegye össznépességének 22,84 %-a élt itt. https://nepszamlalas2022.ksh.hu/

### Etnikai összetétel
| Nemzetiség | Népesség (2011) |
| ---------- | --------------- |
| Német      | 1201            |
| Cigány     | 961             |
| Orosz      | 116             |
| Román      | 116             |
| Lengyel    | 99              |

A 2001-es népszámlálási adatok szerint a város lakossága 104 769 fő volt, ebből válaszadó 104 226volt, 101 826 fő magyarnak, míg 538 fő cigánynak vallotta magát, azonban meg kell jegyezni, hogy a magyarországi cigányok (romák) aránya a népszámlálásokban szereplőnél lényegesen magasabb. 841 fő német, 80 fő román és 101 fő szlovák etnikumnak vallotta magát.
A 2011-es népszámlálás adatok szerint a város lakossága 100 570 fő volt, ebből válaszadók 89 536, közülük 85 469-en magyarnak vallották magukat. A magukat magyarnak vallók száma jelentősen csökkent tíz év alatt, aminek fő oka, hogy többen nem válaszoltak.
A 2022-es népszámlálási adatok szerint a város lakosságának 88,2%-a vallotta magyarnak magát. 1%-uk német nemzetiségünek, 0,4%-uk roma nemzetiségünek, 0,2%-uk ukránnak, egyéb nemzetiségünek 5,2%-uk vallotta magát. A népszámláláskor 11,4%-uk nem kívánt válaszolni a nemzetiséggel kapcsolatos kérdésekre. 
| Időszak | Magyar | Német | Romani | Orosz | Román | Lengyel | Egyéb/Nem válaszolt | Összesen |
| ------- | ------ | ----- | ------ | ----- | ----- | ------- | ------------------- | -------- |
| 2001    | 95,75% | 0,79% | 0,51%  | -     | 0,07% | 0,08%   | 3,4%                | 100%     |
| 2011    | 84,98% | 1,27% | 0,82%  | 0,21% | 0,15% | 0,11%   | 12,46%              | 100%     |

### Vallási összetétel
Székesfehérvár lakóinak vallási összetétele 2011-ben
A 2001-es népszámlálási adatok alapján, Székesfehérváron a lakosság több mint kétharmada (69,6%) kötődik valamelyik vallási felekezethez. A legnagyobb vallás a városban a kereszténység, melynek legelterjedtebb formája a katolicizmus (54,4%). A katolikus egyházon belül a római katolikusok száma 57 223 fő, míg a görögkatolikusok 582 fő. A városban népes protestáns közösségek is élnek, főleg reformátusok (12 859 fő) és evangélikusok (2 069 fő). Az ortodox kereszténység inkább az országban élő egyes nemzeti kisebbségek (oroszok, románok, szerbek, bolgárok, görögök) felekezetének számít, számuk elenyésző az egész városi lakosságához képest (97 fő). Szerte a városban számos egyéb kisebb keresztény egyházi közösség működik. A zsidó vallási közösséghez tartózók száma 61 fő. Sokan vannak a városban, akik vallási hovatartozásukat illetően nem kívántak válaszolni (10,4%). Felekezeten kívülinek a város lakosságának 19,7%-a vallotta magát.
A 2011-es népszámlálás adatai alapján, Székesfehérváron a lakosság kevesebb mint a fele (45,3%) kötődik valamelyik vallási felekezethez. Az elmúlt tíz év alatt a városi lakosság vallási felekezethez tartozása jelentősen csökkent, ennek egyik oka, hogy sokan nem válaszoltak. A legnagyobb vallás a városban a kereszténység, melynek legelterjedtebb formája a katolicizmus (35,3%). Az elmúlt tíz év alatt, a katolikus valláshoz tartozók száma majd felével esett vissza. A katolikus egyházon belül a római katolikusok száma 35 159 fő, míg a görögkatolikusok 281 fő. A városban népes protestáns közösségek is élnek, főleg reformátusok (8 251 fő) és evangélikusok (1 362 fő). Az ortodox kereszténység inkább az országban élő egyes nemzeti kisebbségek (oroszok, románok, szerbek, bolgárok, görögök) felekezetének számít, számuk elenyésző az egész városi lakosságához képest (79 fő). Szerte a városban számos egyéb kisebb keresztény egyházi közösség működik. A zsidó vallási közösséghez tartózók száma 47 fő. Összességében elmondható, hogy az elmúlt tíz év során minden egyházi felekezetekhez tartozók száma jelentősen csökkent. Jelentős a száma azoknak a városban, akik vallási hovatartozásukat illetően nem kívántak válaszolni (31,7%), tíz év alatt majd a triplájára nőtt a számuk. Felekezeten kívülinek a város lakosságának 22%-a vallotta magát.

## Gazdaság

### Székesfehérvár modern gazdaságának kialakulása
Székesfehérvár modern iparának alapjait az 1930-as években vetették meg Csitáry G. Emil polgármestersége és Hóman Bálint országgyűlési képviselősége idején. Többek között ekkor alakult a Vadásztöltény-, Gyutacs- és Fémárugyár Rt (későbbi Videoton), a Danuvia Fegyver- és Lőszergyár Rt (később SZIM Köszörűgépgyár) és az Alumínium Félkész Árugyár Rt (mai Arconic-Köfém).
A város rendkívüli közlekedés-földrajzi helyzete mellett fejlett iparának is köszönhette, hogy a második világháborúban az ország egyik legpotenciálisabb célpontja lett a szőnyegbombázásoknak és a különböző hadműveleteknek. Fehérvárt a világégés után szinte a nulláról kellett újjáépíteni. A várostól az 1950-es években sok forrást elvontak Sztálinváros (1961 óta Dunaújváros) erőltetett nehézipari fejlesztéseire. A Kádár-korszakban azonban leállt A szocialista város nagyszabású építése, ezért végre Székesfehérvár is kaphatott több figyelmet. A városban ekkor virágzott fel ismét az ipar és a kultúra.
Székesfehérvár legendássá vált, országos jelentőségű gyárai: 
- Videoton (elektronikai és hadiipar – televíziók, rádiók, más híradástechnikai eszközök);
- Ikarus (autóbuszgyártás);
- Köfém (vagyis Könnyűfémmű – alumíniumfeldolgozás).

A Videoton által Székesfehérvár Magyarország elektronikai központja lett. Az Általános Mechanikai Gépgyár megvásárlásával az Ikarus a világ egyik vezető autóbuszgyártójává vált. A Köfém által pedig a mai napig Székesfehérvár a hazai alumíniumipar fellegvára.

### „A magyar Szilícium-völgy”
A rendszerváltás után a magyar városok gazdasága sorra omlott össze. Ez nem volt másként Székesfehérvárral sem. De a város korán felismerte, hogy a problémára gyorsan kell reagálni: Fehérvárott már a kilencvenes évek elején megjelentek az első multinacionális vállalatok és a város megkezdte a modern ipari parkok létesítését. Ekkor az országos médiában különféle melléknevek kezdtek terjedni a városról: „a kilencvenes évek sikervárosa”, „az ország egyik legjelentősebb ipari központja”, „a magyar Szilícium-völgy”.
A város Magyarország és Közép-Európa egyik legfejlettebb gazdasági erőcentruma. A város egymaga a Közép-Dunántúl GDP-jének 1/3-adát adja. Jelentős célpontja a külföldi tőke beáramlásának.

### Legfontosabb ágazatok, jelentősebb vállalatok
Napjainkban Székesfehérvár iparának legmeghatározóbb ágazatai a mechatronika, az elektronika, a szoftveripar, az élelmiszeripar és a logisztika.
- Anyagtechnológia: VT Metál, VT Plastic (a Videoton-csoport tagjai), Arconic-Köfém, Alufe, Bericap, CSI, General Plastics, H.T.M, Jüllich Glas, Karsai, Oerlikon, Polyax, Hydro Extrusion, Xomox,
- Mechatronika, gép/alkatrész gyártás: Brooks Instrument, Denso, Elme Automatika, Emerson, Grundfos, Hannon, Harman, GIGA 2003 Kft, Fémforg Kft, Macher, VT ES (a Videoton-csoport tagja).
- Elektronika: VT Autóelektronika, VT EAS (a Videoton-csoport tagjai), Harman.
- Informatika: Albacomp, IBM, Seawing.
- Élelmiszeripar: Alföldi Tej, Mondelez, Naponta, Fevita, Agromilk Kft, Cerbona
- Egyéb iparágak: VTCD (a Videoton-csoport tagja), Alpha-Vet, S.T.X Horseboxes.

Székesfehérvár legnagyobb árbevételű cége az Arconic Köfém Mill Products Hungary Kft., mely a Hydro Extrusion Hungary Kft.-vel (ami a harmadik) tulajdonképpen azonos helyszínen működik, és ketten alkotják Magyarország alumíniumiparának velejét.
A Videoton Holding Zrt. a legnagyobb magyar magántulajdonban levő ipari vállalatcsoport, melynek bevétele a 2008-as világválság óta folyamatosan növekszik, és 2015-ben elérte a 154,8 milliárd forintot. A cég csaknem 10 ezer embert foglalkoztat.
Székesfehérvár vállalatai országos és világszínvonalú márkák előállítói. Ilyen például: a Milky Way, a Riska, a Magyar Tej (Alföldi Tej Kft.), vagy a Cerbona (Naponta Kft.), az Oreo, a Milka, a Tuc, a Győri Keksz (Mondelez Hungária Kft.) és a JBL (Harman Becker Kft.) is.

### A siker titka
Székesfehérvár gazdasága a legsokrétűbb a vidéki nagyvárosi gazdaságok közül. Nincsen különösebben ráutalva egyik vállalat teljesítményére sem (ahogy ez például Győr és az Audi, vagy Dunaújváros és a Vasmű esetében megfigyelhető). Ennél fogva nincs kitéve egy-egy piaci szereplő kiszámíthatatlan viselkedésének vagy esetleges termelési, bevételi visszaesésének sem. Ennek okán Székesfehérvárnak van a legnagyobb esélye arra, hogy a jövőben is megőrizze előkelő helyzetét Magyarország gazdaságában.

### Munkanélküliek száma
Székesfehérváron a munkanélküliek száma jóval az országos átlag alatt van:
| Dátum         | Munkanélküliek száma (fő) | Munkanélküliek aránya (%) |
| ------------- | ------------------------- | ------------------------- |
| 2000. 01. 20. | 3372                      | 4,94                      |
| 2002. 01. 20. | 2491                      | 3,55                      |
| 2004. 01. 20. | 2713                      | 3,90                      |
| 2006. 01. 20. | 2852                      | 4,14                      |
| 2008. 01. 20. | 2669                      | 3,86                      |
| 2010. 01. 20. | 4805                      | 6,95                      |
| 2012. 01. 20. | 4303                      | 6,39                      |
| 2013. 01. 20. | 4185                      | 6,30                      |
| 2014. 01. 20. | 2362                      | 3,39                      |
| 2015. 01. 20. | 2213                      | 3,18                      |
| 2016. 01. 20. | 2018                      | 2,97                      |
| 2017. 01. 20. | 1562                      | 2,34                      |
| 2018. 01. 20. | 1262                      | 1,93                      |
| 2018. 06. 20. | 1213                      | 1,85                      |

## Egészségügy

### Háziorvosi ellátás
Székesfehérvár területe 38 felnőtt és 22 gyermek háziorvosi körzetre van beosztva.

### Kórház
Az 1901-ben alapított Fejér Megyei Szent György Egyetemi Oktató Kórház a Dunántúl legnagyobb kórháza, az egyik legrégibb modern kórház Magyarországon. Dolgozói összlétszáma 2010-ben 2796 fő volt, a betegágyak száma 1616. A kórház regionális szempontból több mint 1 millió 100 ezer beteget lát el olyan szakterületeken, mint a hematológia, gasztroenterológia és intenzív újszülött-ellátás, de teljes körű ellátást „csupán” mintegy 270 ezer ember kap. Azonban a 430 ezer lakosú megye teljes népességének a legtöbb szakterület rendelkezésre áll.
A Szent György kórház 2015-re egy új műtőblokkal bővült, 2019-re pedig megépül a különálló belgyógyászati tömb is.
A Szent György Kórház körülbelül 47 ezer fekvőbeteget lát el éves szinten, szakambulanciáin, rendelőintézeteiben és gondozóiban pedig mintegy 2 millió orvos–beteg találkozás történik évente.

## Közlekedés
A város a Dunántúl egyik fő közlekedési csomópontja.

### Közösségi közlekedés
Fehérvárnak nyolc irányba van vasúti kapcsolata. Öt vasúti fővonal érinti: a 20-as Veszprém–Szombathely felé, a 29-es Balatonfüred és Tapolca felé, a 30a Budapest, a 30-as vonal a Dél-Balaton valamint Nagykanizsa, a 44-es vonal Pusztaszabolcs felé teremt kapcsolatot. Ezeken felül három mellékvonal a következő településeket köti össze Fehérvárral: Komárom (5), Bicske (6), valamint Sárbogárd (45). A Bicske–Székesfehérvár-vasútvonalon nincsen személyforgalom. Teherszállítás a külvárosban található Alcoa és Köfém gyárakig folyik.
A jövőben a jelenleg a Belváros nyugati felén, a Piac téren lévő autóbusz-pályaudvar várhatóan a vasútállomás mellé költözik.
Székesfehérvárhoz tartozó állomások és megállóhelyek:
- Székesfehérvár vasútállomás
- Székesfehérvár-Repülőtér megállóhely
- Börgönd vasútállomás
- Szárazrét megállóhely

Személyforgalom megszűnt:
- Kisfalud megállóhely (volt Pákozd állomás)
- Csala megállóhely

Tervezett:
- Börgöndpuszta megállóhely

A helyi közösségi közlekedés lefedi az összes főbb útvonalat, kiszolgálva a város ipari parkjait is. A szolgáltatást a helyközi tömegközlekedésért is felelős MÁV Személyszállítási Zrt. biztosítja.

### Közúti közlekedés
Érinti a város területét az M7-es autópálya és a 7-es főút (Budapest, illetve a Balaton és Zágráb irányába); itt indul a 8-as Veszprémen és Körmenden át Graz irányába, a 81-es főút Győr felé, a 62-es főút Dunaújváros felé, a 63-as főút Szekszárd és a 811-es főút Bicske irányába.
Az alsóbbrendű utak közül Székesfehérvár területén ágazik ki a régi 8-as (ma 801-es számozást viselő) főútból a 8202-es út Iszkaszentgyörgy és Kincsesbánya felé, a 7-es főút keleti bevezető szakaszából, Kisfalud előtt a 8116-os út Pákozdon át Kápolnásnyékig, az északi elkerülőből a 8123-as út Zámoly, Csákvár és Oroszlány felé, továbbá a 82 301-es út (ugyancsak a 801-es útból) Moha felé. Úrhidára a 7201-es út vezet, ez a 7-es főút régi, ma már önkormányzati útnak minősülő Rádió-telepi szakaszából ágazik ki.

## Oktatás

### Felsőfokú tanintézmények
A városban a felsőoktatásnak nagy múltja nincsen, hiszen a közeli főváros elszívó ereje mindig is éreztette hatását ebből a szempontból. Székesfehérvár a közoktatási szektorban ellenben hazánk egyik legjelentősebb iskolavárosa, több tucat intézményének köszönhetően vonzáskörzete a régió határain is átível. Napjainkban a felsőoktatás gyorsan fejlődik; legfontosabb intézményei az Óbudai Egyetem Alba Regia Műszaki Kara, a Kodolányi János Egyetem és a Budapesti Corvinus Egyetem Székesfehérvári Campusa.
- Kodolányi János Egyetem
- Óbudai Egyetem, Alba Regia Műszaki Kar (AMK)
- Corvinus Egyetem Székesfehérvári Campus
- Pannon Egyetem Kihelyezett Képzési Hely Székesfehérvár
- Gábor Dénes Főiskola

### Középfokú tanintézmények
- Ciszterci Szent István Gimnázium
- Gróf Széchenyi István Műszaki Szakközépiskola
- Teleki Blanka Gimnázium és Általános Iskola
- Tóparti Gimnázium és Művészeti Szakközépiskola
- Vasvári Pál Gimnázium
- Ybl Miklós Pénzügyi és Számviteli Szakközépiskola
- Lánczos Kornél Gimnázium
- Tatay Sándor Alapítványi Gimnázium, Szakközépiskola és Szakiskola
- Péter Rózsa Gimnázium és Szakközépiskola
- Kodolányi János Egyetem Gyakorló Gimnázium
- Liszt Ferenc Zeneművészeti Egyetem Hermann László Gyakorló Szakgimnázium és Alapfokú Művészeti Iskola
- Kodály Zoltán Általános Iskola, Gimnázium és Alapfokú Művészetoktatási Intézmény
- Székesfehérvári SZC Jáky József Technikum
- Székesfehérvári SZC I. István Technikum
- Székesfehérvári SZC Hunyadi Mátyás Technikum
- Székesfehérvári SZC Váci Mihály Technikum
- Székesfehérvári SZC Bugát Pál Technikum
- School of Business Székesfehérvár Üzleti Szakközépiskola
- Gorsium Gimnázium és Művészeti Szakgimnázium
- Székesfehérvári SZC Deák Ferenc Technikum és Szakképző Iskola
- Székesfehérvári SZC Vörösmarty Mihály Technikum és Szakképző Iskola
- Árpád Szakképző Iskola és Kollégium
  - Árpád Szakképző Iskola és Kollégium Szent István Szakképző Tagiskolája
- Comenius Angol–Magyar Két Tanítási Nyelvi Általános Iskola, Gimnázium és Gazdasági Szakközépiskola és Kollégium
- Szent Imre Gimnázium, Általános Iskola és Óvoda

### Alapfokú tanintézmények
- Táncsics Mihály Általános Iskola
- Kodály Zoltán Általános Iskola, Gimnázium és Alapfokú Művészetoktatási Intézmény
- Szent Imre Gimnázium, Általános Iskola és Óvoda
- Teleki Blanka Gimnázium és Általános Iskola
- Vízivárosi Általános Iskola
- Vasvári Pál Általános Iskola
- Ezredéves Készségfejlesztő Óvoda, Általános Iskola és Speciális Szakiskola
- Hétvezér Általános Iskola
- István Király Általános Iskola
- Felsővárosi Általános Iskola
- Comenius Angol–Magyar Két Tanítási Nyelvi Általános Iskola, Gimnázium és Gazdasági Szakközépiskola és Kollégium
- Vörösmarty Mihály Általános Iskola
- C.B.A. Magán Általános Iskola
- Munkácsy Mihály Általános Iskola
- Kossuth Lajos Általános Iskola
- Németh László Általános Iskola
- Talentum Református Általános Iskola
- Arany János Általános Iskola, Speciális Szakiskola és Egységes Gyógypedagógiai Módszertani Intézmény
- II. Rákóczi Ferenc Magyar-Angol Két Tanítási Nyelvű Általános Iskola
- Széna Téri Általános Iskola
- Tolnai Utcai Általános Iskola
- Tóvárosi Általános Iskola
- Zentai Úti Általános Iskola

## Kultúra

### Kulturális intézmények
- Gárdonyi Géza Művelődési Ház
- Vörösmarty Színház
- Vörösmarty Mihály Könyvtár
- VOKE Vörösmarty Mihály Művelődési Ház
- Feketehegy–Szárazréti Közösségi Ház
- Kisfaludi Közösségi Ház
- Felsővárosi Közösségi Ház
- Öreghegyi Közösségi Ház
- A Szabadművelődés Háza; 1974 óta itt működik a Terkán Lajos Bemutató Csillagvizsgáló, melyet a Székesfehérvárott született csillagászról neveztek el 1993-ban.
- Szent István Művelődési Ház
- Székesfehérvári Balett Színház

## Múzeumok
Az elmúlt évtizedek régészeti kutatásai sok középkori maradványt tártak fel a város területén, amelyeket restauráltak és kiállítottak. A Középkori Romkertben találhatóak az Árpád-kori koronázó bazilika maradványai, Szent István király szarkofágja, valamint a 15 magyar király (köztük I. István) egyelőre még azonosítatlan földi maradványait őrző osszárium is. A romkert hivatalosan is Nemzeti Emlékhellyé emelkedett, mint Magyarország kiemelkedően fontos történelmi emlékhelye.

### Rendezvények
- Székesfehérvári Királyi Napok
  - Koronázási Ünnepi Játékok
  - Nemzetközi Néptáncfesztivál
- Öreghegyi Mulatságok
- Maroshegyi Böndörödő
- FEZEN fesztivál (Fehérvári Zenei Napok)
- Harmonia Albensis (nyár)
- Kultúrkorzó
- Királyi Borlakoma – Virágálom Pünkösdkor(pünkösd idején)
- Kortárs Művészeti Fesztivál (május)
- Fúvószenekari Koncertek a Zichy ligetben (augusztus vasárnap esténként)
- Harmonia Albensis templomi koncertek (július)
- Aranybulla Művészeti Napok (augusztus)
- Fehérvári Vigasságok – Lecsófesztivál (szeptember vége)
- Fehérvári Advent – Karácsonyi Sokadalom (december)
- Bolondballagás (április vége)
- Koronázási Ünnepi Játékok (augusztus közepe)
- Palotavárosi Halünnep (május vége)

### Művészetek
- Vörösmarty Színház
- Primavera Kórus
- Alba Regia Táncegyesület
- Alba Regia Szimfonikus Zenekar
- SlamPoetry Székesfehérvár
- Székesfehérvári Balett Színház
- Prospero Színkör
- Szabad Színház
- Péntek 3 Tejátrum

## Helyi média
- Fehérvár TV – városi televíziócsatorna
- Vörösmarty Rádió – helyi rádióadó
- Táska Rádió – helyi diákrádió
- Rádió 1 - 99,8 MHz
- Fejér Megyei Hírlap – megyei napilap
- FehérVár – ingyenes hetilap
- Szent István Városa – ingyenes egyházmegyei hetilap

## Turizmus

### Szállodák
- Hotel Magyar Király ****
- Hotel Novotel ****
- Best Western Plus Lakeside Hotel ****
- Hotel Platán ***
- Szent Gellért Hotel ***
- Hotel Szárcsa ***
- Jancsár Hotel ***
- Hotel Vadászkürt **
- Central Lodge **
- Geo Hostel
- Panama Motel
- Kertész Csárda és Fogadó

### Látnivalók
- Püspöki palota[77] (18. század vége, copf stílus) , könyvtárában ritka könyveket őriznek
- Középkori romkert, nemzeti emlékhely:[78]
  - Árpád-kori királysírok (például III. Béla) a romkertben
- Országalma[77] Ohmann Béla alkotása, a gömbön a következő felirat olvasható:

„Libertates Civitatis Albensis a S. rege Stephano concessae”, azaz Fehérvár szabadságjogait Szent István adományozta.
- Püspöki székesegyház[79] (a középkori Szent Péter plébániatemplom helyén)
- Toronyóra Múzeum (a székesegyház északi tornyában)
- Szent Anna-kápolna[77][80] (gótikus), amely a város egyetlen változatlanul fennmaradt középkori épülete
- Kálmáncsehi Domonkos szobra[81] (a Szent Anna kápolna előtt található; Ohmann Béla alkotása)
- Ferences templom és rendház[77] (Szent Imre-templom, „Barátok temploma”: az egykori királyi palota – így a hagyomány szerint Imre herceg születése – helyén áll)
- Egyházmegyei Múzeum, benne Prohászka Ottokár Emlékszoba[77] (az egykori ferences rendházban)
- Tízes huszárok emlékműve[77] (Pátzay Pál szobra)
- Második világháborús emlékmű (Lugossy Mária alkotása)[77]
- Ciszterci templom és rendház[77] (rokokó faragott berendezésű sekrestyéje egyedülálló)
- Szent István Király Múzeum,[82] ahol Magyarország második leggazdagabb régészeti gyűjteménye tekinthető meg
- Fekete Sas Patikamúzeum, ahol a gyógyszerkészítés korabeli eszközei láthatók[83]
- Mátyás király emlékmű (Melocco Miklós alkotása)[84]
- Virágóra[77]
- Zichy liget a zenepavilonnal
- Városi Képtár – Deák Gyűjtemény[77] (Oskola utca 10.)
- Csók István Képtár[77]
- Hiemer-ház, benne a Hetedhét Játékmúzeummal
- Szemináriumi (volt Karmelita) templom[85]
- Történelmi órajáték[86] és Óramúzeum
- Kati néni, a fertályos asszony szobra
- Palotavárosi skanzen, benne az ortodox Keresztelő Szent Iván-templom[87]
- Ybl-gyűjtemény[88]
- Bory-vár
- Szent Donát-kápolna[89]
- A Rózsaliget az ott található Csitáry-kúttal, amelyből magas vastartalmú ásványvíz, úgynevezett savanyúvíz folyik, és ahol évszaktól függő harangjáték szól óránként.[90]
- Sóstói természetvédelmi terület[91]
- Aranybulla-emlékmű[77]
- Vízivárosi Templom[92][93]
- Halesz park[94]
- Kégl-kastély[77]
- Kisfaludi-kastély[95]
- Tűzoltó Múzeum (a tűzoltólaktanyában)
- Rácbánya park (gránit kúppal, valamint az egykor bányaként működő terület újraformált természeti értékével lehet gazdagabb az ide látogató)
- Árpád fürdő szecessziós épülete

### Műemlékek
Székesfehérvár műemlékekben az egyik leggazdagabb város Magyarországon. Műemlékeinek többsége a belvárosban található, melyek közül a legjelentősebbek:
- Szent István-bazilika
- Szent Imre-templom és ferences rendház
- Középkori romkert
- Püspöki palota
- Városháza
- Hiemer-ház
- Ciszterci templom és rendház
- Városi Képtár épülete
- Fejér Vármegyei Levéltár épülete
- Szent Anna-kápolna
- Budenz-ház
- Karmelita templom
- Megyeháza
- Régi vármegyeháza
- Török fürdő romjai (Török udvar)
- Fekete Sas Patikamúzeum épülete

## Sport

### Egyesületek
- Alba Fehérvár (kosárlabda)
- MOL Vidi FC (labdarúgás)
- Fehérvár AV19 (jégkorong)
- Fehérvár KC (női kézilabda)
- Köfém SC Székesfehérvár (teke)
- Székesfehérvári Curling Egylet Szinkronkorcsolya Szakosztály (szinkronkorcsolya)
- Cunder Tömegsport és Utánpótlás Kézisuli Egyesület (kézilabda)
- Felicita (táncklub)
- Fehérvár Enthroners (amerikai futball)
- FRC (rugby)

### Létesítmények
- Sóstói Stadion
- The First Field (egykori MÁV Előre Stadion)
- Mezővári József Sportpálya
- Feketehegy-szárazréti sportpálya
- Alba Regia Sportcentrum
- Bregyó közi Ifjúsági és Sportcentrum[96][97]
- Bregyó közi Regionális Atlétikai Centrum
- Köfém Sportcsarnok
- Csitáry G. Emil Uszoda és Strand
- Vodafone Sportcsarnok (volt ARÉV Sportcsarnok)[98]
- VOK (Videoton Oktatási Központ) sportcsarnok

## Testvér- és partnervárosi kapcsolatok
Székesfehérvár testvérvárosai és partnervárosai a következők (a testvér- vagy partnervárossá válás évével):

### Testvérvárosai
- Kemi, Finnország (1958)
- Opole, Lengyelország (1968)
- Luhanszk, Ukrajna (1978)
- Blagoevgrad, Bulgária (1978)
- Gyulafehérvár, Románia (1990)
- Schwäbisch Gmünd, Németország (1991)
- Chorley, Egyesült Királyság (1992)
- Birmingham, Amerikai Egyesült Államok (1997)
- Zára, Horvátország (1997)
- Cento, Olaszország (1998)
- Selmecbánya, Szlovákia (2008)
- Csangcsun, Kína (2010)
- Csíkszereda, Románia (2011)
- Esztergom, Magyarország (2023)
- Luxor, Egyiptom (2023)
- Pozsony, Szlovákia (?)
- Szarivon, Észak-Korea (?)

### Partnervárosai
- Sankt Pölten, Ausztria (1986)[100]
- Innsbruck, Ausztria (1992)
- Erdenet, Mongólia (2008)[100]
- İzmit, Törökország (2008)[100]
- Hradec Králové, Csehország (2015)
- Eger, Magyarország (2016)[101]
- Batrún, Libanon (2023)
- Vagarsapat, Örményország (2025)

## Érdekességek
- Az Alba Regia nevet, a város középkori latin nevét viseli egy 2001-ben felfedezett kisbolygó. A kisbolygó egyik felfedezője, Fűrész Gábor fehérvári származású.[102] További 3 kisbolygó pedig három Fehérvárhoz kötődő személyről kapta a nevét: Terkán Lajosról, Ybl Miklósról és Hajmási Józsefről.[103][104]
- Magyarországon itt újították föl a legtöbb panelházat az úgynevezett panelprogram keretén belül a 2000-es években, ezzel a város panelépületeinek csaknem 100%-a felújításra került.[105]
- 2011. augusztus 20-án, 14 órakor avatták fel a város első rovásírásos helységnévtábláját az Új Csóri úton.[106]
- A városban található Bory-vár bekerült a Guinness-rekordok könyvébe mint a világ legnagyobb építménye, mely egyetlen ember alkotása.
- Székesfehérvárról nevezték el Magyarország legnagyobb Duna-tengerjáró hajóját, melyet 1964-ben bocsátottak vízre. A hajó Magyarország tengeri kereskedelmi flottájának büszkesége volt. Több évtizedes üzem után selejtezték és szétbontották.

## Galéria
- A székesegyház bejáratának részlete a város címerével
- A Fő utca részlete a ciszterci templom bejáratával és az István Király Múzeummal
- A püspöki palota főkapuja
- A Prohászka-emléktemplom
- A Fekete Sas Patikamúzeum főbejárata és utcai homlokzata
- A Bory-vár bejárata
- Melocco Miklós: Mátyás király-emlékmű
- A Mátyás-emlékmű oldalfala
- Szent István király lovasszobra, Sidló Ferenc alkotása
- Bory Jenő: Püspökkút
- Erdei Dezső: Varkocs György várkapitány szobra
- A Püspöki Palota mögött látható Szent László király szobra, Schwalm László alkotása, 1995
- Géza fejedelem szobra a székesegyház szomszédságában
- Ferenczy Béni: Játszó fiúk, Lakatos utca, 1947
- Lux Elek: Wathay Ferenc várkapitány szobra
- A Tízes huszárok emlékműve, Pátzay Pál 1939-es alkotása
- A székesfehérvári 17. honvéd gyalogezred első világháborús emlékműve
- Vörösmarty Mihály szobra
- A Víziváros madártávlatból
- A székesegyház
- A Romkert
- A Vármegyeháza
- A Székesfehérvári Törvényszék épülete
- A Vörösmarty Mihály Könyvtár
- A Hiemer–Font–Caraffa-épülettömb a Jókai utca felől
- Az Árpád fürdő a Kossuth utcában
- A szovjet katonai temető